# قائمة أنواع الأرنبيات

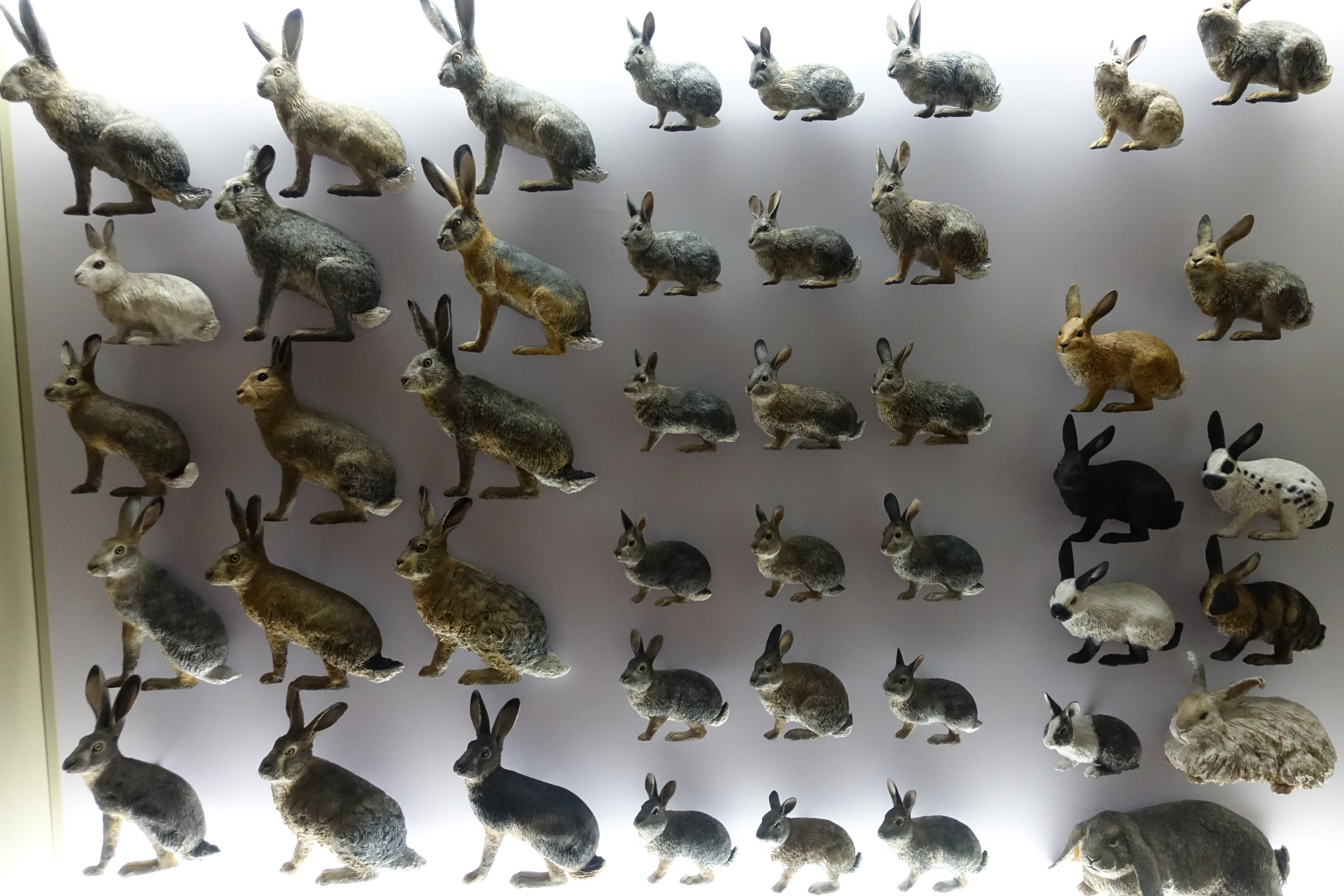
نماذج لأنواعٍ عدَّة من الأرنبيَّات.

الأَرْنَبِيَّات (الاسم العلمي: Leporidae) هي فصيلةٌ من الثديياتٍ الصغيرة تنتمي إلى رتبة أرنبيَّات الشكل، وتتضمن هذه الفصيلة الأرانب (بالإنگليزيَّة: Rabbit) والقوَّاعات (بالإنگليزيَّة: Hare). ينتشر أفراد هذه الفصيلة في جميع أنحاء العالم، وهي تستوطن مُعظم الموائل الطبيعيَّة الأرضيَّة، وذلك على الرغم من تواجدها أساسًا في الغابات والسهول والأراضي العُشبيّة وأراضي الأشجار القمئية. تتسمُ جميع الأرْنبيَّات بنفس الشكل تقريبًا، كما أنَّ أحجامها صغيرة وذُيُولها قصيرة، تتراوح أطوالها بين 21 سم (8 بوصات) في أرنب تريس مارياس إلى 76 سم (30 بوصة) في القوَّاع التبتي. لا تُوجد تقديراتٌ لعدد أفراد معظم الأنواع، كما أنَّ بعضًا منها لم تُقيَّم حالة حفظه مع أنَّ تسعة أنواعٍ منها تُعد مهددةً بالانقراض وواحدةٌ مهدَّدةٌ بخطر انقراضٍ أقصى، وهي الأرنب النهريَّة، حيث تُقدَّر أعدادها بِقُرابة مائة أرنب فقط. تنحدرُ جميع سُلالات الأرنب المُستأنسة من الأرنب الأوروپيَّة.
يوجد ثلاثةٌ وسبعون نوعًا باقيًا من الأرْنبيَّات تتوزَّع ضمن أحد عشر جنسًا. تُسمى النوع المُنتمي لِجنس القوَّاعات الحقيقيَّة (باللاتينية: Lepus) قوَّاعاً، أمَّا سائر الأنواع المُنتمية إلى الأجناسٍ الثمانية فيُسمَّى واحدها أرنبًا، وأغلبها (سبعةٌ وعُشرون نوعًا) تنتمي إلى جنس قُطنيَّة الذيل (باللاتينية: Sylvilagus). اكتشف العُلماء ما يزيد عن مئة نوعٍ مُنقرضٍ من الأرنبيَّات، وما يزال الخلاف قائمًا بشأن تصنيف أغلبها وتحديد أيُّها يُمثِّلُ أنواعًا مُنفصلة وأيُّ الفصائل تنتمي إليها.

## الاصطلاحات
وُضعت رموز حالة الحفظ اعتمادًا على القائمة الحمراء للأنواع المهددة بالانقراض التابعة للاتحاد الدولي لحفظ الطبيعة. أُدرجت خرائط الانتشار حيثما أمكن ذلك، وفي حال عدم توافرها، فقد وُضع وصفٌ لنطاق الانتشار. تعتمد النطاقات على القائمة الحمراء للاتحاد الدولي لحفظ الطبيعة ما لم يُذكر خلاف ذلك. أُدرجت جميع الأنواع أو النُويعات المُنقرضة جنبًا إلى جنب مع الأنواع الموجودة والتي انقرضت بعد عام 1500 م، وقد أُشير إليها برمز الخَنْجرية "".

## التصنيف
تتكوَّن فصيلة الأرنبيَّات من ثلاثةٍ وسبعين نوعًا باقيًا تتوزَّع ضمن أحد عشر جنسًا، والتي تُقسّم بدورها إلى أكثر من مئتيّّ نويعٍ باقٍ، دون احتساب الأنواع الهجينة أو تلك التي انقرضت مُنذُ عُصُور ما قبل التاريخ.
- جنس القوَّاعات القصيرة: نوعٌ واحد
- جنس القوَّاعات الحسنة: نوعٌ واحد
- جنس القوَّاعات الماعزيَّة: نوعٌ واحد
- جنس القوَّاعات الحقيقيَّة: ثلاثةٌ وثلاثون نوع
- جنس القوَّاعات المُخطَّطة: نوعان
- جنس القوَّاعات الحفَّارة: نوعٌ واحد
- جنس القوَّاعات الخُماسيَّة: نوعٌ واحد
- جنس القوَّاعات البونيورائيَّة: نوعٌ واحد
- جنس القوَّاعات المحنيَّة: أربعة أنواع
- جنس القوَّاعات الحاجَّة: نوعٌ واحد
- جنس قوَّاعات الغياض: سبعةٌ وعُشرون نوعًا

|  | القوَّاعات المُخطَّطة                                                           |
|  |                                                                            |
|  | \| \| القوَّاعات البونيورائيَّة \| \| \| \| \| \| القوَّاعات المحنيَّة \| \| \| \| |
|  |                                                                            |
|  | القوَّاعات البونيورائيَّة                                                      |
|  |                                                                            |
|  | القوَّاعات المحنيَّة                                                           |
|  |                                                                            |

|  | القوَّاعات البونيورائيَّة |
|  |                       |
|  | القوَّاعات المحنيَّة      |
|  |                       |

|  | قوَّاعات الغياض    |
|  |                  |
|  | القوَّاعات القصيرة |
|  |                  |

|  | القوَّاعات الماعزيَّة |
|  |                   |
|  | القوَّاعات الحفَّارة  |
|  |                   |

|  | القوَّاعات الحسنة   |
|  |                   |
|  | القوَّاعات الخُماسيَّة |
|  |                   |

|  | القوَّاعات الماعزيَّة |
|  |                   |
|  | القوَّاعات الحفَّارة  |
|  |                   |

|  | القوَّاعات الحسنة   |
|  |                   |
|  | القوَّاعات الخُماسيَّة |
|  |                   |

|  | قوَّاعات الغياض    |
|  |                  |
|  | القوَّاعات القصيرة |
|  |                  |

|  | القوَّاعات الماعزيَّة |
|  |                   |
|  | القوَّاعات الحفَّارة  |
|  |                   |

|  | القوَّاعات الحسنة   |
|  |                   |
|  | القوَّاعات الخُماسيَّة |
|  |                   |

|  | القوَّاعات الماعزيَّة |
|  |                   |
|  | القوَّاعات الحفَّارة  |
|  |                   |

|  | القوَّاعات الحسنة   |
|  |                   |
|  | القوَّاعات الخُماسيَّة |
|  |                   |

|  | قوَّاعات الغياض    |
|  |                  |
|  | القوَّاعات القصيرة |
|  |                  |

|  | القوَّاعات الماعزيَّة |
|  |                   |
|  | القوَّاعات الحفَّارة  |
|  |                   |

|  | القوَّاعات الحسنة   |
|  |                   |
|  | القوَّاعات الخُماسيَّة |
|  |                   |

|  | القوَّاعات الماعزيَّة |
|  |                   |
|  | القوَّاعات الحفَّارة  |
|  |                   |

|  | القوَّاعات الحسنة   |
|  |                   |
|  | القوَّاعات الخُماسيَّة |
|  |                   |

|  | قوَّاعات الغياض    |
|  |                  |
|  | القوَّاعات القصيرة |
|  |                  |

|  | القوَّاعات الماعزيَّة |
|  |                   |
|  | القوَّاعات الحفَّارة  |
|  |                   |

|  | القوَّاعات الحسنة   |
|  |                   |
|  | القوَّاعات الخُماسيَّة |
|  |                   |

|  | القوَّاعات الماعزيَّة |
|  |                   |
|  | القوَّاعات الحفَّارة  |
|  |                   |

|  | القوَّاعات الحسنة   |
|  |                   |
|  | القوَّاعات الخُماسيَّة |
|  |                   |

|  | قوَّاعات الغياض    |
|  |                  |
|  | القوَّاعات القصيرة |
|  |                  |

|  | القوَّاعات الماعزيَّة |
|  |                   |
|  | القوَّاعات الحفَّارة  |
|  |                   |

|  | القوَّاعات الحسنة   |
|  |                   |
|  | القوَّاعات الخُماسيَّة |
|  |                   |

|  | القوَّاعات الماعزيَّة |
|  |                   |
|  | القوَّاعات الحفَّارة  |
|  |                   |

|  | القوَّاعات الحسنة   |
|  |                   |
|  | القوَّاعات الخُماسيَّة |
|  |                   |

|  | قوَّاعات الغياض    |
|  |                  |
|  | القوَّاعات القصيرة |
|  |                  |

|  | القوَّاعات الماعزيَّة |
|  |                   |
|  | القوَّاعات الحفَّارة  |
|  |                   |

|  | القوَّاعات الحسنة   |
|  |                   |
|  | القوَّاعات الخُماسيَّة |
|  |                   |

|  | القوَّاعات الماعزيَّة |
|  |                   |
|  | القوَّاعات الحفَّارة  |
|  |                   |

|  | القوَّاعات الحسنة   |
|  |                   |
|  | القوَّاعات الخُماسيَّة |
|  |                   |

|  | قوَّاعات الغياض    |
|  |                  |
|  | القوَّاعات القصيرة |
|  |                  |

|  | القوَّاعات الماعزيَّة |
|  |                   |
|  | القوَّاعات الحفَّارة  |
|  |                   |

|  | القوَّاعات الحسنة   |
|  |                   |
|  | القوَّاعات الخُماسيَّة |
|  |                   |

|  | القوَّاعات الماعزيَّة |
|  |                   |
|  | القوَّاعات الحفَّارة  |
|  |                   |

|  | القوَّاعات الحسنة   |
|  |                   |
|  | القوَّاعات الخُماسيَّة |
|  |                   |

|  | قوَّاعات الغياض    |
|  |                  |
|  | القوَّاعات القصيرة |
|  |                  |

|  | القوَّاعات الماعزيَّة |
|  |                   |
|  | القوَّاعات الحفَّارة  |
|  |                   |

|  | القوَّاعات الحسنة   |
|  |                   |
|  | القوَّاعات الخُماسيَّة |
|  |                   |

|  | القوَّاعات الماعزيَّة |
|  |                   |
|  | القوَّاعات الحفَّارة  |
|  |                   |

|  | القوَّاعات الحسنة   |
|  |                   |
|  | القوَّاعات الخُماسيَّة |
|  |                   |

|  | قوَّاعات الغياض    |
|  |                  |
|  | القوَّاعات القصيرة |
|  |                  |

|  | القوَّاعات الماعزيَّة |
|  |                   |
|  | القوَّاعات الحفَّارة  |
|  |                   |

|  | القوَّاعات الحسنة   |
|  |                   |
|  | القوَّاعات الخُماسيَّة |
|  |                   |

|  | القوَّاعات الماعزيَّة |
|  |                   |
|  | القوَّاعات الحفَّارة  |
|  |                   |

|  | القوَّاعات الحسنة   |
|  |                   |
|  | القوَّاعات الخُماسيَّة |
|  |                   |

|  | قوَّاعات الغياض    |
|  |                  |
|  | القوَّاعات القصيرة |
|  |                  |

|  | القوَّاعات الماعزيَّة |
|  |                   |
|  | القوَّاعات الحفَّارة  |
|  |                   |

|  | القوَّاعات الحسنة   |
|  |                   |
|  | القوَّاعات الخُماسيَّة |
|  |                   |

|  | القوَّاعات الماعزيَّة |
|  |                   |
|  | القوَّاعات الحفَّارة  |
|  |                   |

|  | القوَّاعات الحسنة   |
|  |                   |
|  | القوَّاعات الخُماسيَّة |
|  |                   |

|  | قوَّاعات الغياض    |
|  |                  |
|  | القوَّاعات القصيرة |
|  |                  |

|  | القوَّاعات الماعزيَّة |
|  |                   |
|  | القوَّاعات الحفَّارة  |
|  |                   |

|  | القوَّاعات الحسنة   |
|  |                   |
|  | القوَّاعات الخُماسيَّة |
|  |                   |

|  | القوَّاعات الماعزيَّة |
|  |                   |
|  | القوَّاعات الحفَّارة  |
|  |                   |

|  | القوَّاعات الحسنة   |
|  |                   |
|  | القوَّاعات الخُماسيَّة |
|  |                   |

|  | قوَّاعات الغياض    |
|  |                  |
|  | القوَّاعات القصيرة |
|  |                  |

|  | القوَّاعات الماعزيَّة |
|  |                   |
|  | القوَّاعات الحفَّارة  |
|  |                   |

|  | القوَّاعات الحسنة   |
|  |                   |
|  | القوَّاعات الخُماسيَّة |
|  |                   |

|  | القوَّاعات الماعزيَّة |
|  |                   |
|  | القوَّاعات الحفَّارة  |
|  |                   |

|  | القوَّاعات الحسنة   |
|  |                   |
|  | القوَّاعات الخُماسيَّة |
|  |                   |

|  | قوَّاعات الغياض    |
|  |                  |
|  | القوَّاعات القصيرة |
|  |                  |

|  | القوَّاعات الماعزيَّة |
|  |                   |
|  | القوَّاعات الحفَّارة  |
|  |                   |

|  | القوَّاعات الحسنة   |
|  |                   |
|  | القوَّاعات الخُماسيَّة |
|  |                   |

|  | القوَّاعات الماعزيَّة |
|  |                   |
|  | القوَّاعات الحفَّارة  |
|  |                   |

|  | القوَّاعات الحسنة   |
|  |                   |
|  | القوَّاعات الخُماسيَّة |
|  |                   |

|  | قوَّاعات الغياض    |
|  |                  |
|  | القوَّاعات القصيرة |
|  |                  |

|  | القوَّاعات الماعزيَّة |
|  |                   |
|  | القوَّاعات الحفَّارة  |
|  |                   |

|  | القوَّاعات الحسنة   |
|  |                   |
|  | القوَّاعات الخُماسيَّة |
|  |                   |

|  | القوَّاعات الماعزيَّة |
|  |                   |
|  | القوَّاعات الحفَّارة  |
|  |                   |

|  | القوَّاعات الحسنة   |
|  |                   |
|  | القوَّاعات الخُماسيَّة |
|  |                   |

|  | قوَّاعات الغياض    |
|  |                  |
|  | القوَّاعات القصيرة |
|  |                  |

|  | القوَّاعات الماعزيَّة |
|  |                   |
|  | القوَّاعات الحفَّارة  |
|  |                   |

|  | القوَّاعات الحسنة   |
|  |                   |
|  | القوَّاعات الخُماسيَّة |
|  |                   |

|  | القوَّاعات الماعزيَّة |
|  |                   |
|  | القوَّاعات الحفَّارة  |
|  |                   |

|  | القوَّاعات الحسنة   |
|  |                   |
|  | القوَّاعات الخُماسيَّة |
|  |                   |

|  | قوَّاعات الغياض    |
|  |                  |
|  | القوَّاعات القصيرة |
|  |                  |

|  | القوَّاعات الماعزيَّة |
|  |                   |
|  | القوَّاعات الحفَّارة  |
|  |                   |

|  | القوَّاعات الحسنة   |
|  |                   |
|  | القوَّاعات الخُماسيَّة |
|  |                   |

|  | القوَّاعات الماعزيَّة |
|  |                   |
|  | القوَّاعات الحفَّارة  |
|  |                   |

|  | القوَّاعات الحسنة   |
|  |                   |
|  | القوَّاعات الخُماسيَّة |
|  |                   |

|  | القوَّاعات المُخطَّطة                                                           |
|  |                                                                            |
|  | \| \| القوَّاعات البونيورائيَّة \| \| \| \| \| \| القوَّاعات المحنيَّة \| \| \| \| |
|  |                                                                            |
|  | القوَّاعات البونيورائيَّة                                                      |
|  |                                                                            |
|  | القوَّاعات المحنيَّة                                                           |
|  |                                                                            |

|  | القوَّاعات البونيورائيَّة |
|  |                       |
|  | القوَّاعات المحنيَّة      |
|  |                       |

|  | قوَّاعات الغياض    |
|  |                  |
|  | القوَّاعات القصيرة |
|  |                  |

|  | القوَّاعات الماعزيَّة |
|  |                   |
|  | القوَّاعات الحفَّارة  |
|  |                   |

|  | القوَّاعات الحسنة   |
|  |                   |
|  | القوَّاعات الخُماسيَّة |
|  |                   |

|  | القوَّاعات الماعزيَّة |
|  |                   |
|  | القوَّاعات الحفَّارة  |
|  |                   |

|  | القوَّاعات الحسنة   |
|  |                   |
|  | القوَّاعات الخُماسيَّة |
|  |                   |

|  | قوَّاعات الغياض    |
|  |                  |
|  | القوَّاعات القصيرة |
|  |                  |

|  | القوَّاعات الماعزيَّة |
|  |                   |
|  | القوَّاعات الحفَّارة  |
|  |                   |

|  | القوَّاعات الحسنة   |
|  |                   |
|  | القوَّاعات الخُماسيَّة |
|  |                   |

|  | القوَّاعات الماعزيَّة |
|  |                   |
|  | القوَّاعات الحفَّارة  |
|  |                   |

|  | القوَّاعات الحسنة   |
|  |                   |
|  | القوَّاعات الخُماسيَّة |
|  |                   |

|  | قوَّاعات الغياض    |
|  |                  |
|  | القوَّاعات القصيرة |
|  |                  |

|  | القوَّاعات الماعزيَّة |
|  |                   |
|  | القوَّاعات الحفَّارة  |
|  |                   |

|  | القوَّاعات الحسنة   |
|  |                   |
|  | القوَّاعات الخُماسيَّة |
|  |                   |

|  | القوَّاعات الماعزيَّة |
|  |                   |
|  | القوَّاعات الحفَّارة  |
|  |                   |

|  | القوَّاعات الحسنة   |
|  |                   |
|  | القوَّاعات الخُماسيَّة |
|  |                   |

|  | قوَّاعات الغياض    |
|  |                  |
|  | القوَّاعات القصيرة |
|  |                  |

|  | القوَّاعات الماعزيَّة |
|  |                   |
|  | القوَّاعات الحفَّارة  |
|  |                   |

|  | القوَّاعات الحسنة   |
|  |                   |
|  | القوَّاعات الخُماسيَّة |
|  |                   |

|  | القوَّاعات الماعزيَّة |
|  |                   |
|  | القوَّاعات الحفَّارة  |
|  |                   |

|  | القوَّاعات الحسنة   |
|  |                   |
|  | القوَّاعات الخُماسيَّة |
|  |                   |

|  | قوَّاعات الغياض    |
|  |                  |
|  | القوَّاعات القصيرة |
|  |                  |

|  | القوَّاعات الماعزيَّة |
|  |                   |
|  | القوَّاعات الحفَّارة  |
|  |                   |

|  | القوَّاعات الحسنة   |
|  |                   |
|  | القوَّاعات الخُماسيَّة |
|  |                   |

|  | القوَّاعات الماعزيَّة |
|  |                   |
|  | القوَّاعات الحفَّارة  |
|  |                   |

|  | القوَّاعات الحسنة   |
|  |                   |
|  | القوَّاعات الخُماسيَّة |
|  |                   |

|  | قوَّاعات الغياض    |
|  |                  |
|  | القوَّاعات القصيرة |
|  |                  |

|  | القوَّاعات الماعزيَّة |
|  |                   |
|  | القوَّاعات الحفَّارة  |
|  |                   |

|  | القوَّاعات الحسنة   |
|  |                   |
|  | القوَّاعات الخُماسيَّة |
|  |                   |

|  | القوَّاعات الماعزيَّة |
|  |                   |
|  | القوَّاعات الحفَّارة  |
|  |                   |

|  | القوَّاعات الحسنة   |
|  |                   |
|  | القوَّاعات الخُماسيَّة |
|  |                   |

|  | قوَّاعات الغياض    |
|  |                  |
|  | القوَّاعات القصيرة |
|  |                  |

|  | القوَّاعات الماعزيَّة |
|  |                   |
|  | القوَّاعات الحفَّارة  |
|  |                   |

|  | القوَّاعات الحسنة   |
|  |                   |
|  | القوَّاعات الخُماسيَّة |
|  |                   |

|  | القوَّاعات الماعزيَّة |
|  |                   |
|  | القوَّاعات الحفَّارة  |
|  |                   |

|  | القوَّاعات الحسنة   |
|  |                   |
|  | القوَّاعات الخُماسيَّة |
|  |                   |

|  | قوَّاعات الغياض    |
|  |                  |
|  | القوَّاعات القصيرة |
|  |                  |

|  | القوَّاعات الماعزيَّة |
|  |                   |
|  | القوَّاعات الحفَّارة  |
|  |                   |

|  | القوَّاعات الحسنة   |
|  |                   |
|  | القوَّاعات الخُماسيَّة |
|  |                   |

|  | القوَّاعات الماعزيَّة |
|  |                   |
|  | القوَّاعات الحفَّارة  |
|  |                   |

|  | القوَّاعات الحسنة   |
|  |                   |
|  | القوَّاعات الخُماسيَّة |
|  |                   |

|  | قوَّاعات الغياض    |
|  |                  |
|  | القوَّاعات القصيرة |
|  |                  |

|  | القوَّاعات الماعزيَّة |
|  |                   |
|  | القوَّاعات الحفَّارة  |
|  |                   |

|  | القوَّاعات الحسنة   |
|  |                   |
|  | القوَّاعات الخُماسيَّة |
|  |                   |

|  | القوَّاعات الماعزيَّة |
|  |                   |
|  | القوَّاعات الحفَّارة  |
|  |                   |

|  | القوَّاعات الحسنة   |
|  |                   |
|  | القوَّاعات الخُماسيَّة |
|  |                   |

|  | قوَّاعات الغياض    |
|  |                  |
|  | القوَّاعات القصيرة |
|  |                  |

|  | القوَّاعات الماعزيَّة |
|  |                   |
|  | القوَّاعات الحفَّارة  |
|  |                   |

|  | القوَّاعات الحسنة   |
|  |                   |
|  | القوَّاعات الخُماسيَّة |
|  |                   |

|  | القوَّاعات الماعزيَّة |
|  |                   |
|  | القوَّاعات الحفَّارة  |
|  |                   |

|  | القوَّاعات الحسنة   |
|  |                   |
|  | القوَّاعات الخُماسيَّة |
|  |                   |

|  | قوَّاعات الغياض    |
|  |                  |
|  | القوَّاعات القصيرة |
|  |                  |

|  | القوَّاعات الماعزيَّة |
|  |                   |
|  | القوَّاعات الحفَّارة  |
|  |                   |

|  | القوَّاعات الحسنة   |
|  |                   |
|  | القوَّاعات الخُماسيَّة |
|  |                   |

|  | القوَّاعات الماعزيَّة |
|  |                   |
|  | القوَّاعات الحفَّارة  |
|  |                   |

|  | القوَّاعات الحسنة   |
|  |                   |
|  | القوَّاعات الخُماسيَّة |
|  |                   |

|  | قوَّاعات الغياض    |
|  |                  |
|  | القوَّاعات القصيرة |
|  |                  |

|  | القوَّاعات الماعزيَّة |
|  |                   |
|  | القوَّاعات الحفَّارة  |
|  |                   |

|  | القوَّاعات الحسنة   |
|  |                   |
|  | القوَّاعات الخُماسيَّة |
|  |                   |

|  | القوَّاعات الماعزيَّة |
|  |                   |
|  | القوَّاعات الحفَّارة  |
|  |                   |

|  | القوَّاعات الحسنة   |
|  |                   |
|  | القوَّاعات الخُماسيَّة |
|  |                   |

|  | قوَّاعات الغياض    |
|  |                  |
|  | القوَّاعات القصيرة |
|  |                  |

|  | القوَّاعات الماعزيَّة |
|  |                   |
|  | القوَّاعات الحفَّارة  |
|  |                   |

|  | القوَّاعات الحسنة   |
|  |                   |
|  | القوَّاعات الخُماسيَّة |
|  |                   |

|  | القوَّاعات الماعزيَّة |
|  |                   |
|  | القوَّاعات الحفَّارة  |
|  |                   |

|  | القوَّاعات الحسنة   |
|  |                   |
|  | القوَّاعات الخُماسيَّة |
|  |                   |

|  | قوَّاعات الغياض    |
|  |                  |
|  | القوَّاعات القصيرة |
|  |                  |

|  | القوَّاعات الماعزيَّة |
|  |                   |
|  | القوَّاعات الحفَّارة  |
|  |                   |

|  | القوَّاعات الحسنة   |
|  |                   |
|  | القوَّاعات الخُماسيَّة |
|  |                   |

|  | القوَّاعات الماعزيَّة |
|  |                   |
|  | القوَّاعات الحفَّارة  |
|  |                   |

|  | القوَّاعات الحسنة   |
|  |                   |
|  | القوَّاعات الخُماسيَّة |
|  |                   |

|  | قوَّاعات الغياض    |
|  |                  |
|  | القوَّاعات القصيرة |
|  |                  |

|  | القوَّاعات الماعزيَّة |
|  |                   |
|  | القوَّاعات الحفَّارة  |
|  |                   |

|  | القوَّاعات الحسنة   |
|  |                   |
|  | القوَّاعات الخُماسيَّة |
|  |                   |

|  | القوَّاعات الماعزيَّة |
|  |                   |
|  | القوَّاعات الحفَّارة  |
|  |                   |

|  | القوَّاعات الحسنة   |
|  |                   |
|  | القوَّاعات الخُماسيَّة |
|  |                   |

|  | قوَّاعات الغياض    |
|  |                  |
|  | القوَّاعات القصيرة |
|  |                  |

|  | القوَّاعات الماعزيَّة |
|  |                   |
|  | القوَّاعات الحفَّارة  |
|  |                   |

|  | القوَّاعات الحسنة   |
|  |                   |
|  | القوَّاعات الخُماسيَّة |
|  |                   |

|  | القوَّاعات الماعزيَّة |
|  |                   |
|  | القوَّاعات الحفَّارة  |
|  |                   |

|  | القوَّاعات الحسنة   |
|  |                   |
|  | القوَّاعات الخُماسيَّة |
|  |                   |

|  | القوَّاعات المُخطَّطة                                                           |
|  |                                                                            |
|  | \| \| القوَّاعات البونيورائيَّة \| \| \| \| \| \| القوَّاعات المحنيَّة \| \| \| \| |
|  |                                                                            |
|  | القوَّاعات البونيورائيَّة                                                      |
|  |                                                                            |
|  | القوَّاعات المحنيَّة                                                           |
|  |                                                                            |

|  | القوَّاعات البونيورائيَّة |
|  |                       |
|  | القوَّاعات المحنيَّة      |
|  |                       |

|  | قوَّاعات الغياض    |
|  |                  |
|  | القوَّاعات القصيرة |
|  |                  |

|  | القوَّاعات الماعزيَّة |
|  |                   |
|  | القوَّاعات الحفَّارة  |
|  |                   |

|  | القوَّاعات الحسنة   |
|  |                   |
|  | القوَّاعات الخُماسيَّة |
|  |                   |

|  | القوَّاعات الماعزيَّة |
|  |                   |
|  | القوَّاعات الحفَّارة  |
|  |                   |

|  | القوَّاعات الحسنة   |
|  |                   |
|  | القوَّاعات الخُماسيَّة |
|  |                   |

|  | قوَّاعات الغياض    |
|  |                  |
|  | القوَّاعات القصيرة |
|  |                  |

|  | القوَّاعات الماعزيَّة |
|  |                   |
|  | القوَّاعات الحفَّارة  |
|  |                   |

|  | القوَّاعات الحسنة   |
|  |                   |
|  | القوَّاعات الخُماسيَّة |
|  |                   |

|  | القوَّاعات الماعزيَّة |
|  |                   |
|  | القوَّاعات الحفَّارة  |
|  |                   |

|  | القوَّاعات الحسنة   |
|  |                   |
|  | القوَّاعات الخُماسيَّة |
|  |                   |

|  | قوَّاعات الغياض    |
|  |                  |
|  | القوَّاعات القصيرة |
|  |                  |

|  | القوَّاعات الماعزيَّة |
|  |                   |
|  | القوَّاعات الحفَّارة  |
|  |                   |

|  | القوَّاعات الحسنة   |
|  |                   |
|  | القوَّاعات الخُماسيَّة |
|  |                   |

|  | القوَّاعات الماعزيَّة |
|  |                   |
|  | القوَّاعات الحفَّارة  |
|  |                   |

|  | القوَّاعات الحسنة   |
|  |                   |
|  | القوَّاعات الخُماسيَّة |
|  |                   |

|  | قوَّاعات الغياض    |
|  |                  |
|  | القوَّاعات القصيرة |
|  |                  |

|  | القوَّاعات الماعزيَّة |
|  |                   |
|  | القوَّاعات الحفَّارة  |
|  |                   |

|  | القوَّاعات الحسنة   |
|  |                   |
|  | القوَّاعات الخُماسيَّة |
|  |                   |

|  | القوَّاعات الماعزيَّة |
|  |                   |
|  | القوَّاعات الحفَّارة  |
|  |                   |

|  | القوَّاعات الحسنة   |
|  |                   |
|  | القوَّاعات الخُماسيَّة |
|  |                   |

|  | قوَّاعات الغياض    |
|  |                  |
|  | القوَّاعات القصيرة |
|  |                  |

|  | القوَّاعات الماعزيَّة |
|  |                   |
|  | القوَّاعات الحفَّارة  |
|  |                   |

|  | القوَّاعات الحسنة   |
|  |                   |
|  | القوَّاعات الخُماسيَّة |
|  |                   |

|  | القوَّاعات الماعزيَّة |
|  |                   |
|  | القوَّاعات الحفَّارة  |
|  |                   |

|  | القوَّاعات الحسنة   |
|  |                   |
|  | القوَّاعات الخُماسيَّة |
|  |                   |

|  | قوَّاعات الغياض    |
|  |                  |
|  | القوَّاعات القصيرة |
|  |                  |

|  | القوَّاعات الماعزيَّة |
|  |                   |
|  | القوَّاعات الحفَّارة  |
|  |                   |

|  | القوَّاعات الحسنة   |
|  |                   |
|  | القوَّاعات الخُماسيَّة |
|  |                   |

|  | القوَّاعات الماعزيَّة |
|  |                   |
|  | القوَّاعات الحفَّارة  |
|  |                   |

|  | القوَّاعات الحسنة   |
|  |                   |
|  | القوَّاعات الخُماسيَّة |
|  |                   |

|  | قوَّاعات الغياض    |
|  |                  |
|  | القوَّاعات القصيرة |
|  |                  |

|  | القوَّاعات الماعزيَّة |
|  |                   |
|  | القوَّاعات الحفَّارة  |
|  |                   |

|  | القوَّاعات الحسنة   |
|  |                   |
|  | القوَّاعات الخُماسيَّة |
|  |                   |

|  | القوَّاعات الماعزيَّة |
|  |                   |
|  | القوَّاعات الحفَّارة  |
|  |                   |

|  | القوَّاعات الحسنة   |
|  |                   |
|  | القوَّاعات الخُماسيَّة |
|  |                   |

|  | قوَّاعات الغياض    |
|  |                  |
|  | القوَّاعات القصيرة |
|  |                  |

|  | القوَّاعات الماعزيَّة |
|  |                   |
|  | القوَّاعات الحفَّارة  |
|  |                   |

|  | القوَّاعات الحسنة   |
|  |                   |
|  | القوَّاعات الخُماسيَّة |
|  |                   |

|  | القوَّاعات الماعزيَّة |
|  |                   |
|  | القوَّاعات الحفَّارة  |
|  |                   |

|  | القوَّاعات الحسنة   |
|  |                   |
|  | القوَّاعات الخُماسيَّة |
|  |                   |

|  | قوَّاعات الغياض    |
|  |                  |
|  | القوَّاعات القصيرة |
|  |                  |

|  | القوَّاعات الماعزيَّة |
|  |                   |
|  | القوَّاعات الحفَّارة  |
|  |                   |

|  | القوَّاعات الحسنة   |
|  |                   |
|  | القوَّاعات الخُماسيَّة |
|  |                   |

|  | القوَّاعات الماعزيَّة |
|  |                   |
|  | القوَّاعات الحفَّارة  |
|  |                   |

|  | القوَّاعات الحسنة   |
|  |                   |
|  | القوَّاعات الخُماسيَّة |
|  |                   |

|  | قوَّاعات الغياض    |
|  |                  |
|  | القوَّاعات القصيرة |
|  |                  |

|  | القوَّاعات الماعزيَّة |
|  |                   |
|  | القوَّاعات الحفَّارة  |
|  |                   |

|  | القوَّاعات الحسنة   |
|  |                   |
|  | القوَّاعات الخُماسيَّة |
|  |                   |

|  | القوَّاعات الماعزيَّة |
|  |                   |
|  | القوَّاعات الحفَّارة  |
|  |                   |

|  | القوَّاعات الحسنة   |
|  |                   |
|  | القوَّاعات الخُماسيَّة |
|  |                   |

|  | قوَّاعات الغياض    |
|  |                  |
|  | القوَّاعات القصيرة |
|  |                  |

|  | القوَّاعات الماعزيَّة |
|  |                   |
|  | القوَّاعات الحفَّارة  |
|  |                   |

|  | القوَّاعات الحسنة   |
|  |                   |
|  | القوَّاعات الخُماسيَّة |
|  |                   |

|  | القوَّاعات الماعزيَّة |
|  |                   |
|  | القوَّاعات الحفَّارة  |
|  |                   |

|  | القوَّاعات الحسنة   |
|  |                   |
|  | القوَّاعات الخُماسيَّة |
|  |                   |

|  | قوَّاعات الغياض    |
|  |                  |
|  | القوَّاعات القصيرة |
|  |                  |

|  | القوَّاعات الماعزيَّة |
|  |                   |
|  | القوَّاعات الحفَّارة  |
|  |                   |

|  | القوَّاعات الحسنة   |
|  |                   |
|  | القوَّاعات الخُماسيَّة |
|  |                   |

|  | القوَّاعات الماعزيَّة |
|  |                   |
|  | القوَّاعات الحفَّارة  |
|  |                   |

|  | القوَّاعات الحسنة   |
|  |                   |
|  | القوَّاعات الخُماسيَّة |
|  |                   |

|  | قوَّاعات الغياض    |
|  |                  |
|  | القوَّاعات القصيرة |
|  |                  |

|  | القوَّاعات الماعزيَّة |
|  |                   |
|  | القوَّاعات الحفَّارة  |
|  |                   |

|  | القوَّاعات الحسنة   |
|  |                   |
|  | القوَّاعات الخُماسيَّة |
|  |                   |

|  | القوَّاعات الماعزيَّة |
|  |                   |
|  | القوَّاعات الحفَّارة  |
|  |                   |

|  | القوَّاعات الحسنة   |
|  |                   |
|  | القوَّاعات الخُماسيَّة |
|  |                   |

|  | قوَّاعات الغياض    |
|  |                  |
|  | القوَّاعات القصيرة |
|  |                  |

|  | القوَّاعات الماعزيَّة |
|  |                   |
|  | القوَّاعات الحفَّارة  |
|  |                   |

|  | القوَّاعات الحسنة   |
|  |                   |
|  | القوَّاعات الخُماسيَّة |
|  |                   |

|  | القوَّاعات الماعزيَّة |
|  |                   |
|  | القوَّاعات الحفَّارة  |
|  |                   |

|  | القوَّاعات الحسنة   |
|  |                   |
|  | القوَّاعات الخُماسيَّة |
|  |                   |

|  | قوَّاعات الغياض    |
|  |                  |
|  | القوَّاعات القصيرة |
|  |                  |

|  | القوَّاعات الماعزيَّة |
|  |                   |
|  | القوَّاعات الحفَّارة  |
|  |                   |

|  | القوَّاعات الحسنة   |
|  |                   |
|  | القوَّاعات الخُماسيَّة |
|  |                   |

|  | القوَّاعات الماعزيَّة |
|  |                   |
|  | القوَّاعات الحفَّارة  |
|  |                   |

|  | القوَّاعات الحسنة   |
|  |                   |
|  | القوَّاعات الخُماسيَّة |
|  |                   |

|  | قوَّاعات الغياض    |
|  |                  |
|  | القوَّاعات القصيرة |
|  |                  |

|  | القوَّاعات الماعزيَّة |
|  |                   |
|  | القوَّاعات الحفَّارة  |
|  |                   |

|  | القوَّاعات الحسنة   |
|  |                   |
|  | القوَّاعات الخُماسيَّة |
|  |                   |

|  | القوَّاعات الماعزيَّة |
|  |                   |
|  | القوَّاعات الحفَّارة  |
|  |                   |

|  | القوَّاعات الحسنة   |
|  |                   |
|  | القوَّاعات الخُماسيَّة |
|  |                   |

|  | القوَّاعات المُخطَّطة                                                           |
|  |                                                                            |
|  | \| \| القوَّاعات البونيورائيَّة \| \| \| \| \| \| القوَّاعات المحنيَّة \| \| \| \| |
|  |                                                                            |
|  | القوَّاعات البونيورائيَّة                                                      |
|  |                                                                            |
|  | القوَّاعات المحنيَّة                                                           |
|  |                                                                            |

|  | القوَّاعات البونيورائيَّة |
|  |                       |
|  | القوَّاعات المحنيَّة      |
|  |                       |

|  | قوَّاعات الغياض    |
|  |                  |
|  | القوَّاعات القصيرة |
|  |                  |

|  | القوَّاعات الماعزيَّة |
|  |                   |
|  | القوَّاعات الحفَّارة  |
|  |                   |

|  | القوَّاعات الحسنة   |
|  |                   |
|  | القوَّاعات الخُماسيَّة |
|  |                   |

|  | القوَّاعات الماعزيَّة |
|  |                   |
|  | القوَّاعات الحفَّارة  |
|  |                   |

|  | القوَّاعات الحسنة   |
|  |                   |
|  | القوَّاعات الخُماسيَّة |
|  |                   |

|  | قوَّاعات الغياض    |
|  |                  |
|  | القوَّاعات القصيرة |
|  |                  |

|  | القوَّاعات الماعزيَّة |
|  |                   |
|  | القوَّاعات الحفَّارة  |
|  |                   |

|  | القوَّاعات الحسنة   |
|  |                   |
|  | القوَّاعات الخُماسيَّة |
|  |                   |

|  | القوَّاعات الماعزيَّة |
|  |                   |
|  | القوَّاعات الحفَّارة  |
|  |                   |

|  | القوَّاعات الحسنة   |
|  |                   |
|  | القوَّاعات الخُماسيَّة |
|  |                   |

|  | قوَّاعات الغياض    |
|  |                  |
|  | القوَّاعات القصيرة |
|  |                  |

|  | القوَّاعات الماعزيَّة |
|  |                   |
|  | القوَّاعات الحفَّارة  |
|  |                   |

|  | القوَّاعات الحسنة   |
|  |                   |
|  | القوَّاعات الخُماسيَّة |
|  |                   |

|  | القوَّاعات الماعزيَّة |
|  |                   |
|  | القوَّاعات الحفَّارة  |
|  |                   |

|  | القوَّاعات الحسنة   |
|  |                   |
|  | القوَّاعات الخُماسيَّة |
|  |                   |

|  | قوَّاعات الغياض    |
|  |                  |
|  | القوَّاعات القصيرة |
|  |                  |

|  | القوَّاعات الماعزيَّة |
|  |                   |
|  | القوَّاعات الحفَّارة  |
|  |                   |

|  | القوَّاعات الحسنة   |
|  |                   |
|  | القوَّاعات الخُماسيَّة |
|  |                   |

|  | القوَّاعات الماعزيَّة |
|  |                   |
|  | القوَّاعات الحفَّارة  |
|  |                   |

|  | القوَّاعات الحسنة   |
|  |                   |
|  | القوَّاعات الخُماسيَّة |
|  |                   |

|  | قوَّاعات الغياض    |
|  |                  |
|  | القوَّاعات القصيرة |
|  |                  |

|  | القوَّاعات الماعزيَّة |
|  |                   |
|  | القوَّاعات الحفَّارة  |
|  |                   |

|  | القوَّاعات الحسنة   |
|  |                   |
|  | القوَّاعات الخُماسيَّة |
|  |                   |

|  | القوَّاعات الماعزيَّة |
|  |                   |
|  | القوَّاعات الحفَّارة  |
|  |                   |

|  | القوَّاعات الحسنة   |
|  |                   |
|  | القوَّاعات الخُماسيَّة |
|  |                   |

|  | قوَّاعات الغياض    |
|  |                  |
|  | القوَّاعات القصيرة |
|  |                  |

|  | القوَّاعات الماعزيَّة |
|  |                   |
|  | القوَّاعات الحفَّارة  |
|  |                   |

|  | القوَّاعات الحسنة   |
|  |                   |
|  | القوَّاعات الخُماسيَّة |
|  |                   |

|  | القوَّاعات الماعزيَّة |
|  |                   |
|  | القوَّاعات الحفَّارة  |
|  |                   |

|  | القوَّاعات الحسنة   |
|  |                   |
|  | القوَّاعات الخُماسيَّة |
|  |                   |

|  | قوَّاعات الغياض    |
|  |                  |
|  | القوَّاعات القصيرة |
|  |                  |

|  | القوَّاعات الماعزيَّة |
|  |                   |
|  | القوَّاعات الحفَّارة  |
|  |                   |

|  | القوَّاعات الحسنة   |
|  |                   |
|  | القوَّاعات الخُماسيَّة |
|  |                   |

|  | القوَّاعات الماعزيَّة |
|  |                   |
|  | القوَّاعات الحفَّارة  |
|  |                   |

|  | القوَّاعات الحسنة   |
|  |                   |
|  | القوَّاعات الخُماسيَّة |
|  |                   |

|  | قوَّاعات الغياض    |
|  |                  |
|  | القوَّاعات القصيرة |
|  |                  |

|  | القوَّاعات الماعزيَّة |
|  |                   |
|  | القوَّاعات الحفَّارة  |
|  |                   |

|  | القوَّاعات الحسنة   |
|  |                   |
|  | القوَّاعات الخُماسيَّة |
|  |                   |

|  | القوَّاعات الماعزيَّة |
|  |                   |
|  | القوَّاعات الحفَّارة  |
|  |                   |

|  | القوَّاعات الحسنة   |
|  |                   |
|  | القوَّاعات الخُماسيَّة |
|  |                   |

|  | قوَّاعات الغياض    |
|  |                  |
|  | القوَّاعات القصيرة |
|  |                  |

|  | القوَّاعات الماعزيَّة |
|  |                   |
|  | القوَّاعات الحفَّارة  |
|  |                   |

|  | القوَّاعات الحسنة   |
|  |                   |
|  | القوَّاعات الخُماسيَّة |
|  |                   |

|  | القوَّاعات الماعزيَّة |
|  |                   |
|  | القوَّاعات الحفَّارة  |
|  |                   |

|  | القوَّاعات الحسنة   |
|  |                   |
|  | القوَّاعات الخُماسيَّة |
|  |                   |

|  | قوَّاعات الغياض    |
|  |                  |
|  | القوَّاعات القصيرة |
|  |                  |

|  | القوَّاعات الماعزيَّة |
|  |                   |
|  | القوَّاعات الحفَّارة  |
|  |                   |

|  | القوَّاعات الحسنة   |
|  |                   |
|  | القوَّاعات الخُماسيَّة |
|  |                   |

|  | القوَّاعات الماعزيَّة |
|  |                   |
|  | القوَّاعات الحفَّارة  |
|  |                   |

|  | القوَّاعات الحسنة   |
|  |                   |
|  | القوَّاعات الخُماسيَّة |
|  |                   |

|  | قوَّاعات الغياض    |
|  |                  |
|  | القوَّاعات القصيرة |
|  |                  |

|  | القوَّاعات الماعزيَّة |
|  |                   |
|  | القوَّاعات الحفَّارة  |
|  |                   |

|  | القوَّاعات الحسنة   |
|  |                   |
|  | القوَّاعات الخُماسيَّة |
|  |                   |

|  | القوَّاعات الماعزيَّة |
|  |                   |
|  | القوَّاعات الحفَّارة  |
|  |                   |

|  | القوَّاعات الحسنة   |
|  |                   |
|  | القوَّاعات الخُماسيَّة |
|  |                   |

|  | قوَّاعات الغياض    |
|  |                  |
|  | القوَّاعات القصيرة |
|  |                  |

|  | القوَّاعات الماعزيَّة |
|  |                   |
|  | القوَّاعات الحفَّارة  |
|  |                   |

|  | القوَّاعات الحسنة   |
|  |                   |
|  | القوَّاعات الخُماسيَّة |
|  |                   |

|  | القوَّاعات الماعزيَّة |
|  |                   |
|  | القوَّاعات الحفَّارة  |
|  |                   |

|  | القوَّاعات الحسنة   |
|  |                   |
|  | القوَّاعات الخُماسيَّة |
|  |                   |

|  | قوَّاعات الغياض    |
|  |                  |
|  | القوَّاعات القصيرة |
|  |                  |

|  | القوَّاعات الماعزيَّة |
|  |                   |
|  | القوَّاعات الحفَّارة  |
|  |                   |

|  | القوَّاعات الحسنة   |
|  |                   |
|  | القوَّاعات الخُماسيَّة |
|  |                   |

|  | القوَّاعات الماعزيَّة |
|  |                   |
|  | القوَّاعات الحفَّارة  |
|  |                   |

|  | القوَّاعات الحسنة   |
|  |                   |
|  | القوَّاعات الخُماسيَّة |
|  |                   |

|  | قوَّاعات الغياض    |
|  |                  |
|  | القوَّاعات القصيرة |
|  |                  |

|  | القوَّاعات الماعزيَّة |
|  |                   |
|  | القوَّاعات الحفَّارة  |
|  |                   |

|  | القوَّاعات الحسنة   |
|  |                   |
|  | القوَّاعات الخُماسيَّة |
|  |                   |

|  | القوَّاعات الماعزيَّة |
|  |                   |
|  | القوَّاعات الحفَّارة  |
|  |                   |

|  | القوَّاعات الحسنة   |
|  |                   |
|  | القوَّاعات الخُماسيَّة |
|  |                   |

|  | قوَّاعات الغياض    |
|  |                  |
|  | القوَّاعات القصيرة |
|  |                  |

|  | القوَّاعات الماعزيَّة |
|  |                   |
|  | القوَّاعات الحفَّارة  |
|  |                   |

|  | القوَّاعات الحسنة   |
|  |                   |
|  | القوَّاعات الخُماسيَّة |
|  |                   |

|  | القوَّاعات الماعزيَّة |
|  |                   |
|  | القوَّاعات الحفَّارة  |
|  |                   |

|  | القوَّاعات الحسنة   |
|  |                   |
|  | القوَّاعات الخُماسيَّة |
|  |                   |

|  | قوَّاعات الغياض    |
|  |                  |
|  | القوَّاعات القصيرة |
|  |                  |

|  | القوَّاعات الماعزيَّة |
|  |                   |
|  | القوَّاعات الحفَّارة  |
|  |                   |

|  | القوَّاعات الحسنة   |
|  |                   |
|  | القوَّاعات الخُماسيَّة |
|  |                   |

|  | القوَّاعات الماعزيَّة |
|  |                   |
|  | القوَّاعات الحفَّارة  |
|  |                   |

|  | القوَّاعات الحسنة   |
|  |                   |
|  | القوَّاعات الخُماسيَّة |
|  |                   |

## الأرنبيات
يستند التصنيف التالي إلى ما ورد في طبعة سنة 2005 من كتاب «أنواع ثدييَّات العالم» (بِالإنگليزيَّة: Mammal Species of the World) إضافةً إلى الاقتراحات المقبولة من جُمهُور العُلماء المُختصين المُستندين في اقتراحاتهم إلى دراساتٍ وراثيَّة عرقيَّة جُزيئيَّة أُجريت على أنواع الكائنات هذه.
| جنس القوَّاعات القصيرة ميلر، 1900 – نوعٌ واحد              | |                           |                                               | |                                     |
| الاسم الشائع                                            | الاسم العلمي والنُويعات | حالة الحفظ وتقدير الجُمهرة | الانتشار                                      | القد والبيئة | صورة                                |
| الأرنب القزمة                                           | Brachylagus idahoensis ميريام، 1891 | غم · غير معلوم            | غرب الولايات المُتحدة (الأحمر: دخيل)           | القد: الجسم: 23–30 سم؛ الذيل: 1–3 سم. الموئل: أراضي الأشجار القمئيَّة والصحاري. الغذاء: الدغل العُشبي والأعشاب وغيرها من النباتات.                                                    | الأرنب القزمة                       |
| جنس القوَّاعات الحسنة طوماس، 1929 – نوعٌ واحد              | |                           |                                               | |                                     |
| الاسم الشائع                                            | الاسم العلمي والنُويعات | حالة الحفظ وتقدير الجُمهرة | الانتشار                                      | القد والبيئة | صورة                                |
| الأرنب النهريَّة                                          | Bunolagus monticularis طوماس، 1903 | خق ▼ 200-100              | جنوب أفريقيا الجنوبيَّة                         | القد: الجسم: 33–47 سم؛ الذيل: 7–11 سم. الموئل: أراضي الأشجار القمئيَّة. الغذاء: الشُجيرات والأعشاب.                                                                                   |                                     |
| جنس القوَّاعات الماعزيَّة بليث، 1845 – نوعٌ واحد             | |                           |                                               | |                                     |
| الاسم الشائع                                            | الاسم العلمي والنُويعات | حالة الحفظ وتقدير الجُمهرة | الانتشار                                      | القد والبيئة | صورة                                |
| القوَّاع الشائك                                           | Caprolagus hispidus بليث، 1845 | خم ▼                      | الهيمالايا                                    | القد: الجسم: 38–50 سم؛ الذيل: 2–4 سم. الموئل: الأراضي العُشبيَّة والأراضي الرطبة الداخليَّة. الغذاء: الأعشاب ونباتاتٌ أُخرى.                                                              | القوَّاع الشائك                       |
| جنس القوَّاعات الحقيقيَّة لينيوس، 1758 – ثلاثةٌ وثلاثون نوعًا | |                           |                                               | |                                     |
| الاسم الشائع                                            | الاسم العلمي والنُويعات | حالة الحفظ وتقدير الجُمهرة | الانتشار                                      | القد والبيئة | صورة                                |
| القوَّاع الحبشي                                           | Lepus habessinicus همپريتش وإهرنبرغ، 1832 أربعة نُويعات - النُويعة الأنغوليَّة (L. h. angolensis) - النُويعة الصُغرى (L. h. microtis) - النُويعة السنغاليَّة (L. h. senegalensis) - النُويعة الوايتيَّة (L. h. whytei) | غم · غير معلوم            | القرن الأفريقي                                | القد: الجسم: 44–45 سم. الموئل: السڤناء والأراضي العُشبيَّة والصحاري. الغذاء: الأعشاب والشُجيرات والأزهار.                                                                              | القوَّاع الحبشي                       |
| قوَّاع السڤناء الإفريقي                                   | Lepus victoriae هيغلين، 1865 | غم                        | أفريقيا جنوب الصحراء                          | القد: الجسم: 41–58 سم. الموئل: السڤناء والأراضي العُشبيَّة وأراضي الأشجار القمئيَّة. الغذاء: أنواع مُختلفة من النبات.                                                                    | قوَّاع السڤناء الأفريقي               |
| القوَّاع الألاسكي                                         | Lepus othus ميريام، 1900 نُويعتان - النُويعة الليلكيَّة (L. o. othus) - النُويعة التشوكتشورميَّة (L. o. tschuktschorum) | غم · غير معلوم            | غرب ألاسكا                                    | القد: الجسم: 50–60 سم؛ الذيل: 6–11 سم. الموئل: الغابات والأراضي العُشبيَّة وأراضي الأشجار القمئيَّة. الغذاء: الصفصاف القزم والأعشاب والسُعادى وغيرها من النبات.                          | القوَّاع الألاسكي                     |
| الأرنبوس الظبائي                                        | Lepus alleni ميرنز، 1890 ثلاثة نُويعات - النُويعة الألانيَّة (L. a. alleni) - النُويعة السياجيَّة (L. a. palitans) - النُويعة التيبورونيَّة (L. a. tiburonensis) | غم · غير معلوم            | جنوب غرب أمريكا الشماليَّة                      | القد: الجسم: 43–70 سم؛ الذيل: 5–14 سم. الموئل: الأراضي العُشبيَّة وأراضي الأشجار القمئيَّة والصحاري. الغذاء: الأعشاب والغاف عسيلي الأزهار والصبَّار.                                      | الأرنبوس الظبائي                    |
| القوَّاع القُطبي                                           | Lepus arcticus روس، 1819 أربعة نُويعات - النُويعة القُطبيَّة (L. a. arcticus) - النُويعة البنغاسيَّة (L. a. bangsii) - النُويعة الغرينلنديَّة (L. a. groenlandicus) - النُويعة البارزة (L. a. monstrabilis) | غم · غير معلوم            | أمريكا الشماليَّة القُطبيَّة                       | القد: الجسم: 56–66 سم؛ الذيل: 4–10 سم. الموئل: الغابات وأراضي الأشجار القمئيَّة والأراضي العُشبيَّة. الغذاء: النباتات المُتخشِّبة.                                                         | القوَّاع القُطبي                       |
| الأرنبوس الأسود                                         | Lepus insularis براينت، 1891 | خد 900                    | طرف باها كاليفورنيا                           | القد: الجسم: 54–61 سم؛ الذيل: 6–12 سم. الموئل: أراضي الأشجار القمئيَّة والصحاري والكُهُوف والأراضي العُشبيَّة والساحليَّة. الغذاء: الأعشاب والعطريَّات والغُصينات واللحاء.                     | (الصورة مطلوبة)                     |
| الأرنبوس أسود الذيل                                     | Lepus californicus گراي، 1837 ستة نُويعات - النُويعة الكاليفورنيَّة (L. c. californicus) - النُويعة الصحراويَّة (L. c. deserticola) - النُويعة الحائليَّة (L. c. insularis) - النُويعة المجدلانيَّة (L. c. magdalenae) - النُويعة الداكنة (L. c. melanotis) - النُويعة التكساسيَّة (L. c. texianus) | غم ▼ غير معلوم            | غرب أمريكا الشماليَّة ووسطها                    | القد: الجسم: 47–63 سم؛ الذيل: 5–12 سم. الموئل: الغابات والسڤناء والأراضي العُشبيَّة وأراضي الأشجار القمئيَّة والصحاري. الغذاء: الأعشاب والعطريَّات والغُصينات واللحاء.                     | الأرنبوس أسود الذيل                 |
| القوَّاع الوزَّالي                                          | Lepus castroviejoi أرِّيباس، 1977 | خد ▼ غير معلوم            | شمال إسپانيا                                  | القد: الجسم: 41–59 سم. الموئل: الغابات وأراضي الأشجار القمئيَّة. الغذاء: الأعشاب والعطريَّات والمحاصيل الزراعيَّة والغُصينات والبُصيلات واللحاء.                                           | القوَّاع الوزَّالي                      |
| القوَّاع البورمي                                          | Lepus peguensis بليث، 1855 نُويعتان - النُويعة المُقاتلة (L. p. peguensis) - النُويعة الڤاسيليَّة (L. p. vassali) | غم                        | جنوب شرق آسيا                                 | القد: الجسم: 40–59 سم؛ الذيل: 5–9 سم. الموئل: الغابات والسڤناء والأراضي العُشبيَّة وأراضي الأشجار القمئيَّة. الغذاء: الأعشاب واللحاء والغُصينات.                                         | القوَّاع البورمي                      |
| قوَّاع رأس الرجاء الصالح                                  | Lepus capensis لينيوس، 1758 اثنا عشر نُويعة - النُويعة المصريَّة (L. c. aegyptius) - النُويعة الشماليَّة (L. c. aquilo) - النُويعة العربيَّة (L. c. arabicus) - النُويعة الأطلسيَّة (L. c. atlanticus) - النُويعة الرأسيَّة (L. c. capensis) - النُويعة الكارپيَّة (L. c. carpi) - النُويعة الگرانتيَّة (L. c. granti) - النُويعة الهوكريَّة (L. c. hawkeri) - النُويعة الإيزابليَّة (L. c. isabellinus) - النُويعة الشلومبرغيَّة (L. c. schlumbergeri) - النُويعة السينائيَّة (L. c. sinaiticus) - النُويعة الويتيكاريَّة (L. c. whitakeri) | غم ▼ غير معلوم            | أفريقيا وآسيا الغربيَّة                         | القد: الجسم: 52–60 سم. الموئل: الأراضي العُشبيَّة وأراضي الأشجار القمئيَّة والصحاري. الغذاء: الأعشاب والشُجيرات والعطريَّات.                                                               | قوَّاع رأس الرجاء الصالح              |
| القوَّاع الصيني                                           | Lepus sinensis گراي، 1832 ثلاثة نُويعات - النُويعة الفورموزيَّة (L. s. formosus) - النُويعة الصينيَّة (L. s. sinensis) - النُويعة اليونانيَّة (L. s. yuenshanensis) | غم · غير معلوم            | جنوب شرق الصين وتايوان                        | القد: الجسم: 36–42 سم؛ الذيل: 17 سم. الموئل: الأراضي العُشبيَّة وأراضي الأشجار القمئيَّة. الغذاء: النباتات المورقة والبراعم الخضراء والغُصينات.                                          | القوَّاع الصيني                       |
| القوَّاع القُرشقي                                          | Lepus corsicanus دي وينتون، 1898 | خد ▼ غير معلوم            | جنوب إيطاليا                                  | القد: الجسم: 55–61 سم. الموئل: الغابات وأراضي الأشجار القمئيَّة والأراضي العُشبيَّة والساحليَّة. الغذاء: الأعشاب والنعناع والسُعادى والأسليَّات والبازلَّاء والأزهار.                          | القوَّاع القُرشقي                      |
| القوَّاع التبتي                                           | Lepus tibetanus ووترهاوس، 1841 خمسة نُويعات - نُويعة آسيا الوُسطى (L. t. centrasiaticus) - النُويعة العُثيَّة (L. t. craspedotis) - النُويعة الپاميريَّة (L. t. pamirensis) - النُويعة الستوليشكائيَّة (L. t. stoliczkanus) - النُويعة التبتيَّة (L. t. tibetanus) | غم · غير معلوم            | شمال غرب الصين                                | القد: الجسم: 40–76 سم. الموئل: الأراضي العُشبيَّة وأراضي الأشجار القمئيَّة والصحاري. الغذاء: طائفة واسعة من النبات إضافةً إلى البُذُور والعُلَّيق والجُذُور والغُصينات.                          | القوَّاع الصيني                       |
| القوَّاع الإثيوپي                                         | Lepus fagani طوماس، 1903 | غم · غير معلوم            | إثيوپيا                                       | القد: الجسم: 42–50 سم؛ الذيل: 7–11 سم. الموئل: السڤناء والأراضي العُشبيَّة وأراضي الأشجار القمئيَّة. الغذاء: نباتات غير مُحدَّدة.                                                          | (الصورة مطلوبة)                     |
| قوَّاع المُرتفعات الإثيوپي                                 | Lepus starcki پتِّر، 1963 | غم · غير معلوم            | أواسط إثيوپيا                                 | القد: الجسم: 46–60 سم؛ الذيل: 7–12 سم. الموئل: الأراضي العُشبيَّة وأراضي الأشجار القمئيَّة. الغذاء: الأعشاب والشُجيرات.                                                                  | قوَّاع المُرتفعات الإثيوپي             |
| القوَّاع الأوروپي                                         | Lepus europaeus پالاس، 1778 ستَّة عشر نُويعة - النُويعة القزوينيَّة (L. e. caspicus) - النُويعة الكونوريَّة (L. e. connori) - النُويعة الإقريطشيَّة (L. e. creticus) - النُويعة القبرصيَّة (L. e. cyprius) - النُويعة البرقاويَّة (L. e. cyrensis) - النُويعة الأوروپيَّة (L. e. europaeus) - النُويعة الهجينة (L. e. hybridus) - النُويعة اليهوديَّة (L. e. judeae) - النُويعة الكرباتيَّة (L. e. karpathorum) - النُويعة الميديَّة (L. e. medius) - النُويعة الغربيَّة (L. e. occidentalis) - النُويعة الهدَّابيَّة (L. e. parnassius) - النُويعة البنطسيَّة (L. e. ponticus) - النُويعة الرودسيَّة (L. e. rhodius) - النُويعة السوريَّة (L. e. syriacus) - النُويعة الأردليَّة (L. e. transsylvanicus)                                                                                  | غم ▼ غير معلوم            | أوروپَّا وآسيا الغربيَّة (الأحمر: دخيل)           | القد: الجسم: 60–75 سم؛ الذيل: 7–11 سم. الموئل: الأراضي العُشبيَّة وأراضي الأشجار القمئيَّة. الغذاء: الأعشاب والعطريَّات والمحاصيل الزراعيَّة والغُصينات والبُصيلات واللحاء.                   | القوَّاع الأوروپي                     |
| القوَّاع الغرناطي                                         | Lepus granatensis روزنهاور، 1856 ثلاثة نُويعات - النُويعة الغاليَّة (L. g. gallaecius) - النُويعة الغرناطيَّة (L. g. granatensis) - النُويعة الميورقيَّة (L. g. solisi) | غم غير معلوم              | شبه الجزيرة الإيبيريَّة (الوردي: دخيل)          | القد: الجسم: 44–48 سم؛ الذيل: 9–12 سم. الموئل: الأراضي العُشبيَّة وأراضي الأشجار القمئيَّة والغابات. الغذاء: البُصيلات والغُصينات واللحاء والمحاصيل الزراعيَّة.                             | القوَّاع الغرناطي                     |
| قوَّاع هاينان                                             | Lepus hainanus سوينهو، 1870 | خم ▼ غير معلوم            | جزيرة هاينان في الصين                         | القد: الجسم: 35–40 سم؛ الذيل: 4–7 سم. الموئل: الأراضي العُشبيَّة وأراضي الأشجار القمئيَّة. الغذاء: نباتات مُتنوِّعة.                                                                       | قوَّاع هاينان                         |
| القوَّاع الهندي                                           | Lepus nigricollis كوڤييه، 1823 سبعة نُويعات - النُويعة الأريابهاتائيَّة (L. n. aryabertensis) - النُويعة الديانيَّة (L. n. dayanus) - النُويعة سوداء الطوق (L. n. nigricollis) - النُويعة حمراء الذيل (L. n. ruficaudatus) - النُويعة الصديائيَّة (L. n. sadiya) - النُويعة السيمكوكسيَّة (L. n. simcoxi) - النُويعة السنهاليَّة (L. n. singhala) | غم · غير معلوم            | شبه القارَّة الهنديَّة                            | القد: الجسم: 40–70 سم. الموئل: الأراضي العُشبيَّة وأراضي الأشجار القمئيَّة والغابات والأراضي الرطبة الداخليَّة والصحاري. الغذاء: الأعشاب والأزهار.                                        | القوَّاع الهندي                       |
| القوَّاع الياباني                                         | Lepus brachyurus تمينك، 1845 أربعة نُويعات - النُويعة الضيِّقة (L. b. angustidens) - النُويعة قصيرة الذيل (L. b. brachyurus) - النُويعة الليونيَّة (L. b. lyoni) - النُويعة الأوكيناويَّة (L. b. okiensis) | غم غير معلوم              | اليابان                                       | القد: الجسم: 45–54 سم؛ الذيل: 2–5 سم. الموئل: الأراضي العُشبيَّة وأراضي الأشجار القمئيَّة والغابات. الغذاء: الأعشاب والبُصيلات والبُذُور والشُجيرات.                                        | القوَّاع الياباني                     |
| القوَّاع الكُوري                                           | Lepus coreanus طوماس، 1892 | غم ▼ غير معلوم            | شبه الجزيرة الكوريَّة                           | القد: الجسم: 45–54 سم؛ الذيل: 2–5 سم. الموئل: الأراضي العُشبيَّة وأراضي الأشجار القمئيَّة. الغذاء: الأعشاب والشُجيرات واللحاء.                                                           | القوَّاع الكُوري                       |
| القوَّاع المنشوري                                         | Lepus mandshuricus راد، 1861 | غم · غير معلوم            | آسيا الشرقيَّة                                  | القد: الجسم: 41–54 سم؛ الذيل: 5–8 سم. الموئل: الغابات. الغذاء: اللحاء والغُصينات والشُجيرات والعطريَّات والفاكهة.                                                                      | القوَّاع المنشوري                     |
| القوَّاع الأزرق                                           | Lepus timidus لينيوس، 1758 خمسة عشر نُويعة - النُويعة الآينوئيَّة (L. t. ainu) - النُويعة البيگتشيڤيَّة (L. t. begitschevi) - النُويعة الگيتشيگانوسيَّة (L. t. gichiganus) - النُويعة الإيرلنديَّة (L. t. hibernicus) - النُويعة الكامتشاتكيَّة (L. t. kamtschaticus) - النُويعة الكولومنسكيَّة (L. t. kolymensis) - النُويعة الكوزيڤنيكوڤائيَّة (L. t. kozhevnikovi) - النُويعة الكئيبة (L. t. lugubris) - النُويعة الموردينيَّة (L. t. mordeni) - النُويعة الأوريَّة (L. t. orii) - النُويعة الاسكتلنديَّة (L. t. scoticus) - النُويعة السيبيريَّة (L. t. sibiricorum) - النُويعة الهيَّابة (L. t. timidus) - النُويعة ما وراء البيقاليَّة (L. t. transbaicalicus) - النُويعة الڤاروئيَّة (L. t. varronis)                                                                        | غم غير معلوم              | أوروپَّا وآسيا الشماليَّة (الأحمر: دخيل)          | القد: الجسم: 50–55 سم؛ الذيل: 5–7 سم. الموئل: الأراضي العُشبيَّة وأراضي الأشجار القمئيَّة والغابات والأراضي الرطبة الداخليَّة. الغذاء: البُذُور والعُلِّيق والجُذُور والغُصينات وغيرها من النبات. | القوَّاع الأزرق                       |
| قوَّاع الآجام                                             | Lepus saxatilis كوڤييه، 1823 نُويعتان - النُويعة الصخريَّة (L. s. saxatilis) - النُويعة المغراء الباهتة (L. s. subrufus) | غم ▼ غير معلوم            | جنوب أفريقيا                                  | القد: الجسم: 45–65 سم. الموئل: السڤناء وأراضي الأشجار القمئيَّة والعُشبيَّة والصحاري. الغذاء: الأعشاب.                                                                                  | قوَّاع الآجام                         |
| القوَّاع ثلجي النعال                                      | Lepus americanus إيركسليبين، 1777 ستة نُويعات - النُويعة الأمريكيَّة (L. a. americanus) - النُويعة البايرديَّة (L. a. bairdii) - النُويعة الكاسكيديَّة (L. a. cascadensis) - النُويعة الداليَّة (L. a. dalli) - النُويعة النعاميَّة (L. a. struthopus) - النُويعة الڤرجينيَّة (L. a. virginianus) | غم غير معلوم              | شمال أمريكا الشماليَّة                          | القد: الجسم: 38–51 سم؛ الذيل: 4–6 سم. الموئل: أراضي الأشجار القمئيَّة والغابات. الغذاء: الأعشاب والأزهار والسُعادى والسراخس.                                                          | القوَّاع ثلجي النعال                  |
| أرنبوس تاماوليپاس                                       | Lepus altamirae نيلسون، 1904 | نل · غير معلوم            | شرق المكسيك                                   | القد: الجسم: ق. 59 سم؛ الذيل: 7 سم. الموئل: أراضي الأشجار القمئيَّة والغابات. الغذاء: نباتات غير مُحددة.                                                                              | (الصورة مطلوبة)                     |
| أرنبوس تيهوانتيپيك                                      | Lepus flavigularis ڤاگنر، 1844 | خم ▼ 300                  | منطقة صغيرة جنوب المكسيك                      | القد: الجسم: 56–61 سم. الموئل: السڤناء وأراضي الأشجار القمئيَّة والعُشبيَّة والساحليَّة. الغذاء: الأعشاب وغيره من النبات.                                                                 | أرنبوس تيهوانتيپيك                  |
| قوَّاع تاواشان                                            | Lepus tolai پالاس، 1778 ثمانية نُويعات - النُويعة الذهبيَّة (L. t. aurigineus) - النُويعة البُخاريَّة (L. t. buchariensis) - النُويعة الشيبانيَّة (L. t. cheybani) - النُويعة القُرفيَّة (L. t. cinnamomeus) - النُويعة الفليتشنريَّة (L. t. filchneri) - النُويعة الليمانيَّة (L. t. lehmanni) - النُويعة السواينوئيَّة (L. t. swinhoei) - النُويعة التولائيَّة (L. t. tolai) | غم · غير معلوم            | آسيا الوُسطى والشرقيَّة                          | القد: الجسم: 40–59 سم؛ الذيل: 7–11 سم. الموئل: الأراضي العُشبيَّة والصخريَّة. الغذاء: الجُذُور والأعشاب والعطريَّات.                                                                        | قوَّاع تاواشان                        |
| الأرنبوس أبيض الجانبين                                  | Lepus callotis واگلير، 1830 نُويعتان - النُويعة جميلة الأذنين (L. c. callotis) - النُويعة الگايلرديَّة (L. c. gaillardi) | خد ▼ غير معلوم            | جنوب أمريكا الشماليَّة                          | القد: الجسم: 43–60 سم؛ الذيل: 4–10 سم. الموئل: أراضي الأشجار القمئيَّة والعُشبيَّة. الغذاء: الأعشاب والسُعادى.                                                                           | الأرنبوس أبيض الجانبين              |
| الأرنبوس أبيض الذيل                                     | Lepus townsendii باكمان، 1839 نُويعتان - النُويعة الحقليَّة (L. t. campanius) - النُويعة التاونسنديَّة (L. t. townsendii) | غم ▼ غير معلوم            | أواسط وشمال أمريكا الشماليَّة                   | القد: الجسم: 53–60 سم. الموئل: أراضي الأشجار القمئيَّة والعُشبيَّة. الغذاء: الأعشاب والأزهار والشُجيرات.                                                                                 | الأرنبوس أبيض الذيل                 |
| القوَّاع الصوفي                                           | Lepus oiostolus هودجسون، 1840 أربعة نُويعات - النُويعة الدُبيَّة (L. o. hypsibius) - النُويعة المُدثَّرة (L. o. oiostolus) - النُويعة الخفَّاقة (L. o. pallipes) - النُويعة الشيڤالسكيَّة (L. o. przewalskii) | غم · غير معلوم            | آسيا الوُسطى                                   | القد: الجسم: 40–50 سم؛ الذيل: 9 سم. الموئل: أراضي الأشجار القمئيَّة والعُشبيَّة والصحاري. الغذاء: الأعشاب وأوراق الأشجار والفاكهة والمحاصيل الزراعيَّة.                                   | القوَّاع الصوفي                       |
| قوَّاع ياركند                                             | Lepus yarkandensis گونتر، 1875 | قخ ▼ غير معلوم            | غرب الصين                                     | القد: الجسم: 28–43 سم؛ الذيل: 5–9 سم. الموئل: أراضي الأشجار القمئيَّة والغابات. الغذاء: الأعشاب والمحاصيل الزراعيَّة.                                                                  | قوَّاع ياركند                         |
| قوَّاع يونان                                              | Lepus comus ألين، 1927 | غم ▼ غير معلوم            | جنوب الصين                                    | القد: الجسم: 28–43 سم؛ الذيل: 5–9 سم. الموئل: الأراضي العُشبيَّة. الغذاء: الأزهار والشُجيرات.                                                                                          | قوَّاع يونان                          |
| جنس القوَّاعات المُخطَّطة ماجور، 1899 – نوعان                | |                           |                                               | |                                     |
| الاسم الشائع                                            | الاسم العلمي والنُويعات | حالة الحفظ وتقدير الجُمهرة | الانتشار                                      | القد والبيئة | صورة                                |
| الأرنب الأناميتيَّة المُخطَّطة                               | Nesolagus timminsi أڤيريانوڤ وأبراموڤ وتيخونوڤ، 2000 | خم ▼ غير معلوم            | جبال أناميتي في جنوب شرق آسيا                 | القد: الجسم: 35–40 سم. الموئل: الغابات. الغذاء: نباتات غير مُحدَّدة. | (الصورة مطلوبة)                     |
| الأرنب السُومطريَّة المُخطَّطة                                | Nesolagus netscheri شليگل، 1880 | نن · غير معلوم            | سومطرة                                        | القد: الجسم: 36–42 سم؛ الذيل: 17 سم. الموئل: الغابات. الغذاء: الشغروريَّات. | الأرنب السُومطريَّة المُخطَّطة            |
| جنس القوَّاعات الحفَّارة ليلبورغ، 1762 – نوعٌ واحد           | |                           |                                               | |                                     |
| الاسم الشائع                                            | الاسم العلمي والنُويعات | حالة الحفظ وتقدير الجُمهرة | الانتشار                                      | القد والبيئة | صورة                                |
| الأرنب الأوروپيَّة                                        | Oryctolagus cuniculus لينيوس، 1758 سبعة نُويعات - النُويعة الجزائريَّة (O. c. algirus) - النُويعة الزيتونيَّة (O. c. brachyotus) - النُويعة الكنوسوسيَّة (O. c. cnossius) - النُويعة القنواتيَّة (O. c. cuniculus) - النُويعة المُستأنسة (O. c. domesticus) - النُويعة المُتناظرة (O. c. habetensis) - النُويعة الهكسليَّة (O. c. huxleyi) | خم · غير معلوم            | جنوب غرب أوروپَّا والمغرب الأوسط (الوردي: دخيل) | القد: الجسم: 38–50 سم. الموئل: الغابات والسڤناء وأراضي الأشجار القمئيَّة والعُشبيَّة. الغذاء: الأعشاب وأوراق الأشجار والبُصيلات واللحاء والجُذُور.                                         | الأرنب الأوروپيَّة                    |
| جنس القوَّاعات الخُماسيَّة ليون، 1904 – نوعٌ واحد             | |                           |                                               | |                                     |
| الاسم الشائع                                            | الاسم العلمي والنُويعات | حالة الحفظ وتقدير الجُمهرة | الانتشار                                      | القد والبيئة | صورة                                |
| أرنب أمامي                                              | Pentalagus furnessi ستون، 1900 | خم · غير معلوم            | الطرف الجنوبي لليابان                         | القد: الجسم: 39–53 سم؛ الذيل: 2–4 سم. الموئل: الغابات وأراضي الأشجار القمئيَّة والسواحل. الغذاء: العطريَّات والشُجيرات وثمار البلُّوط.                                                    | أرنب أمامي                          |
| جنس القوَّاعات البونيورائيَّة سانت ليگر، 1932 – نوعٌ واحد    | |                           |                                               | |                                     |
| الاسم الشائع                                            | الاسم العلمي والنُويعات | حالة الحفظ وتقدير الجُمهرة | الانتشار                                      | القد والبيئة | صورة                                |
| أرنب بنيورو                                             | Poelagus marjorita سانت ليگر، 1929 | غم ▼ غير معلوم            | أفريقيا الوُسطى                                | القد: الجسم: 45–50 سم؛ الذيل: 4–5 سم. الموئل: الغابات والسڤناء والأراضي الصخريَّة. الغذاء: الأعشاب والشُجيرات والأزهار والبُصيلات.                                                     | (الصورة مطلوبة)                     |
| جنس القوَّاعات المحنيَّة ليون، 1904 – أربعة أنواع           | |                           |                                               | |                                     |
| الاسم الشائع                                            | الاسم العلمي والنُويعات | حالة الحفظ وتقدير الجُمهرة | الانتشار                                      | القد والبيئة | صورة                                |
| قوَّاع الصُخُور الأحمر لِهيويت                               | Pronolagus saundersiae هيويت، 1927 | غم · 10,000               | أفريقيا الجنوبيَّة                              | القد: الجسم: 38–54 سم؛ الذيل: 5–12 سم. الموئل: الأراضي العُشبيَّة وأراضي الأشجار القمئيَّة والصخريَّة. الغذاء: الأعشاب.                                                                   | قوَّاع الصُخُور الأحمر لِهيويت           |
| قوَّاع الصُخُور الأحمر لِجيمسون                              | Pronolagus randensis جيمسون، 1907 ثلاثة نُويعات - النُويعة المُنحنية (P. r. caucinus) - النُويعة الرانديَّة (P. r. randensis) - النُويعة الوايتيَّة (P. r. whitei) | غم ▼ غير معلوم            | أفريقيا الجنوبيَّة                              | القد: الجسم: 42–50 سم. الموئل: الأراضي العُشبيَّة وأراضي الأشجار القمئيَّة والصخريَّة. الغذاء: الأعشاب.                                                                                   | قوَّاع الصُخُور الأحمر لِجيمسون          |
| قوَّاع الصُخُور الأحمر الناتالي                             | Pronolagus crassicaudatus جوفروا، 1832 نُويعتان - النُويعة غليظة الذيل (P. c. crassicaudatus) - النُويعة الروديَّة (P. c. ruddi) | غم ▼ غير معلوم            | أفريقيا الجنوبيَّة                              | القد: الجسم: 46–56 سم؛ الذيل: 3–11 سم. الموئل: الأراضي العُشبيَّة وأراضي الأشجار القمئيَّة والصخريَّة. الغذاء: الأعشاب.                                                                   | قوَّاع الصُخُور الأحمر الناتالي         |
| قوَّاع الصُخُور الأحمر لِسميث                                | Pronolagus rupestris سميث، 1834 خمسة نُويعات - النُويعة الكورئيَّة (P. r. curryi) - النُويعة النيكائيَّة (P. r. nyikae) - النُويعة الصخريَّة (P. r. rupestris) - النُويعة الصلبة (P. r. saundersiae) - النُويعة الوديانيَّة (P. r. vallicola) | غم · 10,000               | أفريقيا الجنوبيَّة                              | القد: الجسم: 38–54 سم؛ الذيل: 5–12 سم. الموئل: الأراضي العُشبيَّة والصخريَّة والصحاري. الغذاء: الأعشاب والعُطريَّات والشُجيرات.                                                             | قوَّاع الصُخُور الأحمر لِسميث            |
| جنس القوَّاعات الحاجَّة ميريام، 1896 – نوعٌ واحد             | |                           |                                               | |                                     |
| الاسم الشائع                                            | الاسم العلمي والنُويعات | حالة الحفظ وتقدير الجُمهرة | الانتشار                                      | القد والبيئة | صورة                                |
| أرنب البراكين                                           | BraRomerolagus diazi فيراري پيريز، 1893 | خم ▼ 7,000                | جنوب المكسيك                                  | القد: الجسم: 27–32 سم؛ الذيل: 1–4 سم. الموئل: الغابات والأراضي العُشبيَّة. الغذاء: الأعشاب.                                                                                           | أرنب البراكين                       |
| جنس قوَّاعات الغياض گراي، 1867 – سبعةٌ وعُشرون نوعًا         | |                           |                                               | |                                     |
| الاسم الشائع                                            | الاسم العلمي والنُويعات | حالة الحفظ وتقدير الجُمهرة | الانتشار                                      | القد والبيئة | صورة                                |
| الأرنب قُطنيَّة الذيل الأنديزيَّة                            | Sylvilagus andinus طوماس، 1897 | نن · غير معلوم            | شمال سلسلة جبال الأنديز                       | القد: الجسم: 33–36 سم؛ الذيل: 2–4 سم. الموئل: الأراضي العُشبيَّة. الغذاء: الأعشاب والسُعادى.                                                                                           | الأرنب قُطنيَّة الذيل الأنديزيَّة        |
| الأرنب قُطنيَّة الذيل الأپالاشيَّة                           | Sylvilagus obscurus تشاپمان وكرامر وديپينار وروبنسون، 1992 | قخ ▼ غير معلوم            | شرق الولايات المُتحدة                          | القد: الجسم: 32–41 سم؛ الذيل: 2–7 سم. الموئل: الغابات وأراضي الأشجار القمئيَّة والأراضي الرطبة الداخليَّة. الغذاء: السراخس والأعشاب والأزهار والشُجيرات وإبر المخروطيَّات.                | الأرنب قُطنيَّة الذيل الأپالاشيَّة       |
| الأرنب قُطنيَّة الذيل البوغوطيَّة                            | Sylvilagus apollinaris طوماس، 1920 | نل · غير معلوم            | كولومبيا                                      | القد: غير مُحدَّد. الموئل: الغابات والأراضي العُشبيَّة. الغذاء: نباتات غير مُحدَّدة. | (الصورة مطلوبة)                     |
| الأرنب قُطنيَّة الذيل الآجاميَّة                             | Sylvilagus bachmani ووترهاوس، 1839 ستة نُويعات - النُويعة الباخمانيَّة (S. b. bachmani) - النُويعة السيدروسيَّة (S. b. cerrosensis) - النُويعة الأشينيَّة (S. b. cinerascens) - النُويعة الضئيلة (S. b. exiguus) - النُويعة الهويليَّة (S. b. howelli) - النُويعة السَرٍيَّة (S. b. ubericolor) | غم غير معلوم              | غرب أمريكا الشماليَّة                           | القد: الجسم: 30–37 سم؛ الذيل: 1–3 سم. الموئل: الغابات والأراضي العُشبيَّة والآجاميَّة والرطبة الداخليَّة والصحاري. الغذاء: الأعشاب وغيرها من النباتات.                                    | الأرنب قُطنيَّة الذيل الآجاميَّة         |
| أرنب أمريكا الوُسطى قُطنيَّة الذيل                          | Sylvilagus gabbi ألين، 1877 | غم · غير معلوم            | أمريكا الوُسطى                                 | القد: غير مُحدَّد. الموئل: الغابات. الغذاء: نباتات غير مُحدَّدة. | (الصورة مطلوبة)                     |
| الأرنب قُطنيَّة الذيل الساحليَّة                             | Sylvilagus tapetillus طوماس، 1913 | خد · غير معلوم            | ولاية ريو دي جانيرو في البرازيل               | القد: غير مُحدَّد. الموئل: الأراضي العُشبيَّة. الغذاء: نباتات غير مُحدَّدة. | (الصورة مطلوبة)                     |
| الأرنب قُطنيَّة الذيل الكولومبيَّة                           | Sylvilagus salentus طوماس، 1897 | نل · غير معلوم            | كولومبيا                                      | القد: غير مُحدَّد. الموئل: الغابات والأراضي العُشبيَّة. الغذاء: نباتات غير مُحدَّدة. | (الصورة مطلوبة)                     |
| الأرنب قُطنيَّة الذيل البرازيليَّة                           | Sylvilagus brasiliensis لينيوس، 1758 أربعة عشر نُويعة - النُويعة البرازيليَّة (S. b. brasiliensis) - النُويعة المغراء (S. b. capsalis) - النُويعة الكراكاسيَّة (S. b. caracasensis) - النُويعة التشيلائيَّة (S. b. chillae) - النُويعة الكوتانيَّة (S. b. chotanus) - النُويعة الدفيليپيَّة (S. b. defilippi) - النُويعة الغيبسونيَّة (S. b. gibsoni) - النُويعة الإنكاويَّة (S. b. inca) - النُويعة الكيلوگيَّة (S. b. kelloggi) - النُويعة المارديَّة (S. b. meridensis) - النُويعة الصُغرى (S. b. minensis) - النُويعة الپاراغويَّانيَّة (S. b. paraguensis) - النُويعة الپيروڤيَّة (S. b. peruanus) - النُويعة التروئيَّة (S. b. truei) | خم ▼ غير معلوم            | أمريكا الجنوبيَّة وجنوب الوسطى                  | القد: غير معلوم. الموئل: الغابات. الغذاء: نباتات غير مُحدَّدة. | الأرنب قُطنيَّة الذيل البرازيليَّة       |
| الأرنب قُطنيَّة الذيل الصحراويَّة                            | Sylvilagus audubonii بيرد، 1858 سبعة نُويعات - النُويعة الأريزونيَّة (S. a. arizonae) - النُويعة الأودبونيَّة (S. a. audubonii) - النُويعة البايليئيَّة (S. a. baileyi) - النُويعة الحُدوديَّة (S. a. confinis) - النُويعة الگولدمانيَّة (S. a. goldmani) - النُويعة الصُغرى (S. a. minor) - النُويعة الوارنيَّة (S. a. warreni) | غم ▼ غير معلوم            | غرب أمريكا الشماليَّة                           | القد: الجسم: 37–40 سم؛ الذيل: 5–6 سم. الموئل: الغابات وأراضي الأشجار القمئيَّة والعُشبيَّة والصحاري. الغذاء: الأعشاب والأزهار والشُجيرات.                                                | الأرنب قُطنيَّة الذيل الصحراويَّة        |
| الأرنب قُطنيَّة الذيل لِدايس                                | Sylvilagus dicei هاريس الابن، 1932 | خد ▼ غير معلوم            | كوستاريكا وپنما                               | القد: الجسم: 34–45 سم؛ الذيل: 2–4 سم. الموئل: الغابات وأراضي الأشجار القمئيَّة والعُشبيَّة. الغذاء: نباتات غير مُحدَّدة.                                                                   | (الصورة مطلوبة)                     |
| الأرنب قُطنيَّة الذيل الشرقيَّة                              | Sylvilagus floridanus ألين، 1890 سبعة عشر نُويعة - النُويعة الرشيقة (S. f. alacer) - النُويعة الطيريَّة (S. f. avius) - النُويعة الأزتكيَّة (S. f. aztecus) - النُويعة التشاپمانيَّة (S. f. chapmani) - النُويعة الكونتكيَّة (S. f. connectens) - النُويعة الكومانشيَّة (S. f. cumanicus) - النُويعة الفلوريديَّة (S. f. floridanus) - النُويعة الهندوراسيَّة (S. f. hondurensis) - النُويعة طويلة الرجلين (S. f. macrocorpus) - النُويعة المُفضَّلة (S. f. mallurus) - النُويعة المارغريتيَّة (S. f. margaritae) - النُويعة سوداء الكفل (S. f. nigronuchalis) - النُويعة الأورينوكيَّة (S. f. orinoci) - النُويعة الأوريزبيائيَّة (S. f. orizabae) - النُويعة المُحمرَّة (S. f. purgatus) - النُويعة بارزة الحاجب (S. f. superciliaris) - النُويعة اليوكاتانيَّة (S. f. yucatanicus) | غم · غير معلوم            | أمريكا الشماليَّة والوُسطى وشمال الجنوبيَّة        | القد: الجسم: 39–48 سم؛ الذيل: 2–7 سم. الموئل: الغابات والسڤناء وأراضي الأشجار القمئيَّة والأراضي الرطبة الداخليَّة والصخريَّة والصحاري. الغذاء: طائفة واسعة من النبات.                   | الأرنب قُطنيَّة الذيل الشرقيَّة          |
| الأرنب قُطنيَّة الذيل الإكوادوريَّة                          | Sylvilagus daulensis ألين، 1914 | نل · غير معلوم            | الإكوادور                                     | القد: غير مُحدَّد. الموئل: الغابات والأراضي العُشبيَّة. الغذاء: نباتات غير مُحدَّدة. | (الصورة مطلوبة)                     |
| الأرنب قُطنيَّة الذيل المُصفرَّة                              | Sylvilagus fulvescens ألين، 1912 | نل · غير معلوم            | الإكوادور                                     | القد: غير مُحدَّد. الموئل: الغابات والأراضي العُشبيَّة. الغذاء: نباتات غير مُحدَّدة. | (الصورة مطلوبة)                     |
| أرنب الأهوار                                            | Sylvilagus palustris باكمان، 1837 ثلاثة نُويعات - النُويعة المُستنقعيَّة (S. p. paludicola) - النُويعة السبخيَّة (S. p. palustris) - النُويعة الهفنريَّة (S. p. hefneri) | غم · غير معلوم            | شرق الولايات المُتحدة                          | القد: الجسم: 42–44 سم. الموئل: الغابات الأراضي الرطبة الداخليَّة والعُشبيَّة والسواحل. الغذاء: ثمار العُلَّيق والجذامير والبُصيلات والأعشاب وغيرها من النبات.                               | أرنب الأهوار                        |
| الأرنب قُطنيَّة الذيل المكسيكيَّة                            | Sylvilagus cunicularius هورسفيلد، 1848 نُويعتان - النُويعة الحفَّارة (S. c. cunicularius) - النُويعة المعزولة (S. c. insolitus) | غم ▼ غير معلوم            | جنوب المكسيك                                  | القد: الجسم: 48–52 سم؛ الذيل: 5–7 سم. الموئل: الأراضي العُشبيَّة وأراضي الأشجار القمئيَّة والغابات والصحاري. الغذاء: نباتات غير مُحدَّدة.                                                  | الأرنب قُطنيَّة الذيل المكسيكيَّة        |
| الأرنب قُطنيَّة الذيل الجبليَّة                              | Sylvilagus nuttallii باكمان، 1837 نُويعتان - النُويعة المزرعاتيَّة (S. n. grangeri) - النُويعة النوتلَّائيَّة (S. n. nuttallii) - النُويعة الصنوبريَّة (S. n. pinetis) | غم ▼ غير معلوم            | غرب أمريكا الشماليَّة                           | القد: الجسم: 28–36 سم؛ الذيل: 3–6 سم. الموئل: أراضي الأشجار القمئيَّة والغابات. الغذاء: السُعادى والأعشاب.                                                                            | الأرنب قُطنيَّة الذيل الجبليَّة          |
| الأرنب قُطنيَّة الذيل لإنگلترا الجديدة                     | Sylvilagus transitionalis بانگز، 1895 | خد ▼ 17,000               | إنگلترا الجديدة                               | القد: الجسم: 39–44 سم. الموئل: أراضي الأشجار القمئيَّة والغابات والأراضي الرطبة الداخليَّة. الغذاء: الأعشاب والأزهار واللحاء.                                                          | الأرنب قُطنيَّة الذيل لإنگلترا الجديدة |
| الأرنب قُطنيَّة الذيل لِنيسفور                              | Sylvilagus nicefori طوماس، 1921 | نل · غير معلوم            | كولومبيا                                      | القد: غير مُحدَّد. الموئل: الغابات والأراضي العُشبيَّة. الغذاء: نباتات غير مُحدَّدة. | (الصورة مطلوبة)                     |
| الأرنب قُطنيَّة الذيل الشماليَّة                             | Sylvilagus incitatus بانگز، 1901 | نل · غير معلوم            | جزيرة سان ميگيل في پنما                       | القد: غير مُحدَّد. الموئل: الغابات والأراضي العُشبيَّة. الغذاء: نباتات غير مُحدَّدة. | (الصورة مطلوبة)                     |
| الأرنب قُطنيَّة الذيل الأوملتيميَّة                          | Sylvilagus insonus نيلسون، 1904 | نن · غير معلوم            | سييرا مادري ديل سور في المكسيك                | القد: الجسم: 39–44 سم؛ الذيل: 4–5 سم. الموئل: الغابات. الغذاء: نباتات غير مُحدَّدة.                                                                                                   | (الصورة مطلوبة)                     |
| الأرنب قُطنيَّة الذيل المُكتنزة                             | Sylvilagus holzneri ميرنز، 1896 ثلاثة نُويعات - النُويعة الغربيَّة (S. h. hesperius) - النُويعة الهولزنريَّة (S. h. holzneri) - النُويعة المُكتنزة (S. h. robustus) | نل · غير معلوم            | المكسيك وجنوب الولايات المُتحدة                | القد: غير معلوم. الموئل: الأراضي العُشبيَّة والصخريَّة. الغذاء: نباتات غير مُحدَّدة. | الأرنب قُطنيَّة الذيل المُكتنزة         |
| الأرنب قُطنيَّة الذيل لِسانتا مارتا                         | Sylvilagus sanctaemartae هيرشكوڤيتز، 1950 | نن · غير معلوم            | كولومبيا                                      | القد: غير مُحدَّد. الموئل: الغابات والأراضي العُشبيَّة. الغذاء: نباتات غير مُحدَّدة. | (الصورة مطلوبة)                     |
| الأرنب قُطنيَّة الذيل السوريناميَّة                          | Sylvilagus parentum رويدس، 2017 | نل · غير معلوم            | غرب سورينام                                   | القد: الجسم: قُرابة 39 سم؛ الذيل: 3 سم. الموئل: الغابات. الغذاء: نباتات غير مُحدَّدة.                                                                                                  | (الصورة مطلوبة)                     |
| أرنب المُستنقعات                                         | Sylvilagus aquaticus باكمان، 1837 نُويعتان - النُويعة المائيَّة (S. a. aquaticus) - النُويعة الساحليَّة (S. a. littoralis) | غم ▼ غير معلوم            | جنوب الولايات المُتحدة                         | القد: الجسم: 45–55 سم؛ الذيل: 5–8 سم. الموئل: الغابات وأراضي الأشجار القمئيَّة والعُشبيَّة والرطبة الداخليَّة. الغذاء: الأعشاب والسُعادى والشُجيرات واللحاء والبُذُور والغُصينات.              | أرنب المُستنقعات                     |
| أرنب تريس مارياس قُطنيَّة الذيل                            | Sylvilagus graysoni ألين، 1877 | خم ▼ غير معلوم            | جنوب غرب المكسيك                              | القد: الجسم: 21–48 سم؛ الذيل: 1–6 سم. الموئل: الغابات والسڤناء وأراضي الأشجار القمئيَّة. الغذاء: طائفة واسعة من النبات.                                                              | (الصورة مطلوبة)                     |
| أرنب الأراضي الواطئة الڤنزويليَّة                         | Sylvilagus varynaensis ديورانت وگيڤارا، 2001 | نن · غير معلوم            | ڤنزويلا                                       | القد: الجسم: 41–49 سم؛ الذيل: 2–3 سم. الموئل: الغابات والسڤناء. الغذاء: السيداوات.                                                                                                 | (الصورة مطلوبة)                     |
| الأرنب قُطنيَّة الذيل الغربيَّة                              | Sylvilagus surdaster طوماس، 1901 | نل · غير معلوم            | الإكوادور                                     | القد: غير معلوم. الموئل: الغابات والأراضي العُشبيَّة. الغذاء: نباتات غير مُحدَّدة. | (الصورة مطلوبة)                     |

## فهرس المراجع
1. ↑  "Fossilworks: Leporidae". Paleobiology Database. جامعة ويسكونسن-ماديسون. مؤرشف من الأصل في 2021-12-12. اطلع عليه بتاريخ 2021-12-17.
2. ↑  Wilson, pp. 194–211
3. 1 2  Rachlow، J.؛ Becker، P. A.؛ Shipley، L. (2016). "Brachylagus idahoensis". القائمة الحمراء للأنواع المهددة بالانقراض. IUCN. ج. 2016: e.T2963A45176206. DOI:10.2305/IUCN.UK.2016-3.RLTS.T2963A45176206.en.
4. 1 2  Rohde، Ashley (2006). "Brachylagus idahoensis". قاعدة بيانات التنوع الحيواني (ADW). جامعة ميشيغان. مؤرشف من الأصل في 2021-10-23. اطلع عليه بتاريخ 2021-10-22.
5. 1 2 3  Collins، K.؛ Bragg، C.؛ Birss، C. (2019). "Bunolagus monticularis". القائمة الحمراء للأنواع المهددة بالانقراض. IUCN. ج. 2019: e.T3326A45176532. DOI:10.2305/IUCN.UK.2019-1.RLTS.T3326A45176532.en.
6. ↑  Smith, Johnston, Alves, Hackländer, p. 91
7. 1 2 3  Aryal، A.؛ Yadav، B. (2019). "Caprolagus hispidus". القائمة الحمراء للأنواع المهددة بالانقراض. IUCN. ج. 2019: e.T3833A45176688. DOI:10.2305/IUCN.UK.2019-1.RLTS.T3833A45176688.en.
8. ↑  Smith, Johnston, Alves, Hackländer, p. 94
9. 1 2  Johnston، C. H.؛ Tolesa، Z. (2019). "Lepus habessinicus". القائمة الحمراء للأنواع المهددة بالانقراض. IUCN. ج. 2019: e.T41289A45189637. DOI:10.2305/IUCN.UK.2019-1.RLTS.T41289A45189637.en.
10. 1 2  Nickolai، Ashley (2014). "Lepus habessinicus". قاعدة بيانات التنوع الحيواني (ADW). جامعة ميشيغان. مؤرشف من الأصل في 2021-10-23. اطلع عليه بتاريخ 2021-10-22.
11. 1 2 3  Johnston، C. H.؛ Robinson، T. J.؛ Relton، C.؛ Child، M. F.؛ Smith، A. T. (2019). "Lepus victoriae". القائمة الحمراء للأنواع المهددة بالانقراض. IUCN. ج. 2019: e.T41879A45194215. DOI:10.2305/IUCN.UK.2019-1.RLTS.T41879A45194215.en.
12. ↑  Riegler، Donald (2013). "Lepus microtis". قاعدة بيانات التنوع الحيواني (ADW). جامعة ميشيغان. مؤرشف من الأصل في 2021-11-05. اطلع عليه بتاريخ 2021-11-05.
13. 1 2 3  Smith، A. T.؛ Johnston، C. H. (2019). "Lepus othus". القائمة الحمراء للأنواع المهددة بالانقراض. IUCN. ج. 2019: e.T11795A45178124. DOI:10.2305/IUCN.UK.2019-1.RLTS.T11795A45178124.en.
14. ↑  Smith, Johnston, Alves, Hackländer, p. 204
15. 1 2 3  Lorenzo، C.؛ Brown، D. E. (2019). "Lepus alleni". القائمة الحمراء للأنواع المهددة بالانقراض. IUCN. ج. 2019: e.T41272A45185265. DOI:10.2305/IUCN.UK.2019-1.RLTS.T41272A45185265.en.
16. ↑  Smith, Johnston, Alves, Hackländer, p. 160
17. 1 2 3  Smith، A. T.؛ Johnston، C. H. (2019). "Lepus arcticus". القائمة الحمراء للأنواع المهددة بالانقراض. IUCN. ج. 2019: e.T41274A45185887. DOI:10.2305/IUCN.UK.2019-1.RLTS.T41274A45185887.en.
18. ↑  Smith, Johnston, Alves, Hackländer, p. 166
19. 1 2  Lorenzo، C.؛ Johnston، C. H. (2019). "Lepus insularis". القائمة الحمراء للأنواع المهددة بالانقراض. IUCN. ج. 2019: e.T11794A45177986. DOI:10.2305/IUCN.UK.2019-3.RLTS.T11794A45177986.en.
20. ↑  Smith, Johnston, Alves, Hackländer, p. 198
21. ↑  Mejia، Joseph R. (1999). "Lepus insularis". قاعدة بيانات التنوع الحيواني (ADW). جامعة ميشيغان. مؤرشف من الأصل في 2021-10-23. اطلع عليه بتاريخ 2021-10-22.
22. 1 2  Brown، D. E.؛ Lorenzo، C.؛ Álvarez-Castañeda، S. T. (2019). "Lepus californicus". القائمة الحمراء للأنواع المهددة بالانقراض. IUCN. ج. 2019: e.T41276A45186309. DOI:10.2305/IUCN.UK.2019-1.RLTS.T41276A45186309.en.
23. 1 2  Ballenger، Liz (1999). "Lepus californicus". قاعدة بيانات التنوع الحيواني (ADW). جامعة ميشيغان. مؤرشف من الأصل في 2021-10-23. اطلع عليه بتاريخ 2021-10-22.
24. 1 2 3  Ballesteros، F.؛ Smith، A. T. (2019). "Lepus castroviejoi". القائمة الحمراء للأنواع المهددة بالانقراض. IUCN. ج. 2019: e.T11797A503908. DOI:10.2305/IUCN.UK.2019-2.RLTS.T11797A503908.en.
25. ↑  Smith, Johnston, Alves, Hackländer, p. 179
26. 1 2 3  Johnston، C. H.؛ Smith، A. T. (2019). "Lepus peguensis". القائمة الحمراء للأنواع المهددة بالانقراض. IUCN. ج. 2019: e.T41284A45188632. DOI:10.2305/IUCN.UK.2019-1.RLTS.T41284A45188632.en.
27. ↑  Smith, Johnston, Alves, Hackländer, p. 205
28. 1 2 3  Johnston، C. H.؛ Robinson، T. J.؛ Child، M. F.؛ Relton، C. (2019). "Lepus capensis". القائمة الحمراء للأنواع المهددة بالانقراض. IUCN. ج. 2019: e.T41277A45186750. DOI:10.2305/IUCN.UK.2019-1.RLTS.T41277A45186750.en.
29. ↑  Begnoche، Dana (2002). "Lepus capensis". قاعدة بيانات التنوع الحيواني (ADW). جامعة ميشيغان. مؤرشف من الأصل في 2021-11-05. اطلع عليه بتاريخ 2021-11-05.
30. 1 2 3  Smith، A. T.؛ Johnston، C. H. (2019). "Lepus sinensis". القائمة الحمراء للأنواع المهددة بالانقراض. IUCN. ج. 2019: e.T41286A45189035. DOI:10.2305/IUCN.UK.2019-1.RLTS.T41286A45189035.en.
31. 1 2  Smith, Johnston, Alves, Hackländer, p. 96
32. 1 2  Randi، E.؛ Riga، F. (2019). "Lepus corsicanus". القائمة الحمراء للأنواع المهددة بالانقراض. IUCN. ج. 2019: e.T41305A2952954. DOI:10.2305/IUCN.UK.2019-2.RLTS.T41305A2952954.en.
33. 1 2  Cooper، Thomas (2015). "Lepus corsicanus". قاعدة بيانات التنوع الحيواني (ADW). جامعة ميشيغان. مؤرشف من الأصل في 2021-10-23. اطلع عليه بتاريخ 2021-10-22.
34. 1 2  Smith، A. T.؛ Johnston، C. H. (2019). "Lepus tibetanus". القائمة الحمراء للأنواع المهددة بالانقراض. IUCN. ج. 2019: e.T41307A45193298. DOI:10.2305/IUCN.UK.2019-1.RLTS.T41307A45193298.en.
35. 1 2  Sullivan، Shaunna (2013). "Lepus tibetanus". قاعدة بيانات التنوع الحيواني (ADW). جامعة ميشيغان. مؤرشف من الأصل في 2021-10-23. اطلع عليه بتاريخ 2021-10-22.
36. 1 2 3  Johnston، C. H.؛ Tolesa، Z. (2019). "Lepus fagani volume=2019". القائمة الحمراء للأنواع المهددة بالانقراض. IUCN. ج. 2019: e.T11798A45178437. DOI:10.2305/IUCN.UK.2019-1.RLTS.T11798A45178437.en. {{استشهاد بدورية محكمة}}: عمود مفقود في: |title= (مساعدة)
37. ↑  Smith, Johnston, Alves, Hackländer, p. 190
38. 1 2 3  Johnston، C. H.؛ Tolesa، Z. (2019). "Lepus starcki". القائمة الحمراء للأنواع المهددة بالانقراض. IUCN. ج. 2019: e.T41287A45189235. DOI:10.2305/IUCN.UK.2019-1.RLTS.T41287A45189235.en.
39. ↑  Kingdon, p. 310
40. 1 2  Hacklander، K.؛ Schai-Braun، S. (2019). "Lepus europaeus". القائمة الحمراء للأنواع المهددة بالانقراض. IUCN. ج. 2019: e.T41280A45187424. DOI:10.2305/IUCN.UK.2019-1.RLTS.T41280A45187424.en.
41. 1 2  Vu، Alan (2001). "Lepus europaeus". قاعدة بيانات التنوع الحيواني (ADW). جامعة ميشيغان. مؤرشف من الأصل في 2021-10-23. اطلع عليه بتاريخ 2021-10-22.
42. 1 2  Soriguer، R.؛ Carro، F. (2019). "Lepus granatensis". القائمة الحمراء للأنواع المهددة بالانقراض. IUCN. ج. 2019: e.T41306A2953195. DOI:10.2305/IUCN.UK.2019-1.RLTS.T41306A2953195.en.
43. ↑  Smith, Johnston, Alves, Hackländer, p. 193
44. ↑  Weaver، Derek (2013). "Lepus granatensis". قاعدة بيانات التنوع الحيواني (ADW). جامعة ميشيغان. مؤرشف من الأصل في 2021-11-05. اطلع عليه بتاريخ 2021-11-05.
45. 1 2  Smith، A. T.؛ Johnston، C. (2016). "Lepus hainanus". القائمة الحمراء للأنواع المهددة بالانقراض. IUCN. ج. 2016: e.T11793A45177783. DOI:10.2305/IUCN.UK.2016-3.RLTS.T11793A45177783.en.
46. ↑  Smith, Johnston, Alves, Hackländer, p. 197
47. ↑  Lundberg، Annette (2013). "Lepus hainanus". قاعدة بيانات التنوع الحيواني (ADW). جامعة ميشيغان. مؤرشف من الأصل في 2021-11-05. اطلع عليه بتاريخ 2021-11-05.
48. 1 2  Nameer، P. O.؛ Smith، A. T. (2019). "Lepus nigricollis". القائمة الحمراء للأنواع المهددة بالانقراض. IUCN. ج. 2019: e.T41282A45188041. DOI:10.2305/IUCN.UK.2019-1.RLTS.T41282A45188041.en.
49. 1 2  Lundrigan، Barbara؛ Foote، Sarah (2003). "Lepus nigricollis". قاعدة بيانات التنوع الحيواني (ADW). جامعة ميشيغان. مؤرشف من الأصل في 2021-10-23. اطلع عليه بتاريخ 2021-10-22.
50. 1 2  Yamada، F.؛ Smith، A. T. (2019). "Lepus brachyurus". القائمة الحمراء للأنواع المهددة بالانقراض. IUCN. ج. 2019: e.T41275A45186064. DOI:10.2305/IUCN.UK.2019-1.RLTS.T41275A45186064.en.
51. ↑  Smith, Johnston, Alves, Hackländer, p. 169
52. ↑  Holmberg، Jennifer (2014). "Lepus brachyurus". قاعدة بيانات التنوع الحيواني (ADW). جامعة ميشيغان. مؤرشف من الأصل في 2021-11-05. اطلع عليه بتاريخ 2021-11-05.
53. 1 2  Jo، Y.-S.؛ Smith، A. T. (2019). "Lepus coreanus". القائمة الحمراء للأنواع المهددة بالانقراض. IUCN. ج. 2019: e.T41279A161750768. DOI:10.2305/IUCN.UK.2019-1.RLTS.T41279A161750768.en.
54. 1 2  Faigle، Stacy (2014). "Lepus coreanus". قاعدة بيانات التنوع الحيواني (ADW). جامعة ميشيغان. مؤرشف من الأصل في 2021-10-23. اطلع عليه بتاريخ 2021-10-22.
55. 1 2  Smith، A. T.؛ Johnston، C. H. (2019). "Lepus mandshuricus". القائمة الحمراء للأنواع المهددة بالانقراض. IUCN. ج. 2019: e.T41281A45187882. DOI:10.2305/IUCN.UK.2019-1.RLTS.T41281A45187882.en.
56. ↑  Smith, Johnston, Alves, Hackländer, p. 200
57. ↑  Smith, Xie, et al., p. 289
58. 1 2  Smith، A. T.؛ Johnston، C. H. (2019). "Lepus timidus". القائمة الحمراء للأنواع المهددة بالانقراض. IUCN. ج. 2019: e.T11791A45177198. DOI:10.2305/IUCN.UK.2019-1.RLTS.T11791A45177198.en.
59. 1 2  Smith, Johnston, Alves, Hackländer, pp. 212–213
60. 1 2 3  Robinson، T. J.؛ Child، M. F.؛ Relton، C.؛ Johnston، C. H. (2019). "Lepus saxatilis". القائمة الحمراء للأنواع المهددة بالانقراض. IUCN. ج. 2019: e.T41285A45188827. DOI:10.2305/IUCN.UK.2019-1.RLTS.T41285A45188827.en.
61. ↑  Kushnereit، Aimee (2004). "Lepus saxatilis". قاعدة بيانات التنوع الحيواني (ADW). جامعة ميشيغان. مؤرشف من الأصل في 2021-11-05. اطلع عليه بتاريخ 2021-11-05.
62. 1 2 3  Mills، L.؛ Smith، A. T. (2019). "Lepus americanus". القائمة الحمراء للأنواع المهددة بالانقراض. IUCN. ج. 2019: e.T41273A45185466. DOI:10.2305/IUCN.UK.2019-1.RLTS.T41273A45185466.en.
63. ↑  Smith, Johnston, Alves, Hackländer, p. 163
64. 1 2 3  Vargas، K.؛ Brown، D.؛ Wisely، E.؛ Culver، M. (27 مايو 2019). "Reinstatement of the Tamaulipas white-sided jackrabbit, Lepus altamirae, based on DNA sequence data". Revista Mexicana de Biodiversidad. ج. 90. DOI:10.22201/ib.20078706e.2019.90.2520. ISSN:2007-8706. S2CID:191148222. مؤرشف من الأصل في 2021-07-29. اطلع عليه بتاريخ 2021-11-05.
65. 1 2  Lorenzo، C.؛ Smith، A. T. (2019). "Lepus flavigularis". القائمة الحمراء للأنواع المهددة بالانقراض. IUCN. ج. 2019: e.T11790A45176906. DOI:10.2305/IUCN.UK.2019-3.RLTS.T11790A45176906.en.
66. 1 2  Warlin، Sierra (2013). "Lepus flavigularis". قاعدة بيانات التنوع الحيواني (ADW). جامعة ميشيغان. مؤرشف من الأصل في 2021-10-23. اطلع عليه بتاريخ 2021-10-22.
67. 1 2 3  Smith، A. T.؛ Johnston، C. H. (2019). "Lepus tolai". القائمة الحمراء للأنواع المهددة بالانقراض. IUCN. ج. 2019: e.T41308A45193447. DOI:10.2305/IUCN.UK.2019-1.RLTS.T41308A45193447.en.
68. ↑  Smith, Xie, et al., p. 291
69. 1 2  Brown، D. E.؛ Smith، A. T. (2019). "Lepus callotis". القائمة الحمراء للأنواع المهددة بالانقراض. IUCN. ج. 2019: e.T11792A45177499. DOI:10.2305/IUCN.UK.2019-2.RLTS.T11792A45177499.en.
70. 1 2  Dharmani، Aarti (2000). "Lepus callotis". قاعدة بيانات التنوع الحيواني (ADW). جامعة ميشيغان. مؤرشف من الأصل في 2021-10-23. اطلع عليه بتاريخ 2021-10-22.
71. 1 2 3  Brown، D. E.؛ Smith، A. T. (2019). "Lepus townsendii". القائمة الحمراء للأنواع المهددة بالانقراض. IUCN. ج. 2019: e.T41288A45189364. DOI:10.2305/IUCN.UK.2019-1.RLTS.T41288A45189364.en.
72. ↑  Verts, Carraway, p. 142
73. 1 2  Smith، A. T.؛ Johnston، C. H. (2019). "Lepus oiostolus". القائمة الحمراء للأنواع المهددة بالانقراض. IUCN. ج. 2019: e.T41283A45188432. DOI:10.2305/IUCN.UK.2019-1.RLTS.T41283A45188432.en.
74. 1 2  Ng، Jarita (2011). "Lepus oiostolus". قاعدة بيانات التنوع الحيواني (ADW). جامعة ميشيغان. مؤرشف من الأصل في 2021-10-23. اطلع عليه بتاريخ 2021-10-22.
75. 1 2 3  Smith، A. T.؛ Johnston، C. H. (2016). "Lepus yarkandensis". القائمة الحمراء للأنواع المهددة بالانقراض. IUCN. ج. 2016. DOI:10.2305/IUCN.UK.2016-3.RLTS.T11796A45178274.en.
76. ↑  Smith, Xie, et al., p. 292
77. 1 2  Smith، A. T.؛ Johnston، C. H. (2019). "Lepus comus". القائمة الحمراء للأنواع المهددة بالانقراض. IUCN. ج. 2019: e.T41278A45187160. DOI:10.2305/IUCN.UK.2019-1.RLTS.T41278A45187160.en.
78. ↑  Smith, Johnston, Alves, Hackländer, p. 222
79. ↑  Smith, Xie, et al., p. 287
80. 1 2  Tilker، A.؛ Timmins، R. J.؛ Nguyen The Truong، A.؛ Coudrat، C. N. Z.؛ Gray، T.؛ Le Trong Trai، Willcox؛ D. H. A.، Abramov؛ A. V.، Wilkinson؛ N.، Steinmetz؛ R. (2019). "Nesolagus timminsi". القائمة الحمراء للأنواع المهددة بالانقراض. IUCN. ج. 2019: e.T41209A45181925. DOI:10.2305/IUCN.UK.2019-1.RLTS.T41209A45181925.en.
81. 1 2  Hoedl، Amanda (2012). "Nesolagus timminsi". قاعدة بيانات التنوع الحيواني (ADW). جامعة ميشيغان. مؤرشف من الأصل في 2021-10-23. اطلع عليه بتاريخ 2021-10-22.
82. 1 2 3  McCarthy، J.؛ Holden، J.؛ Martyr، D.؛ McCarthy، K. (2019). "Nesolagus netscheri". القائمة الحمراء للأنواع المهددة بالانقراض. IUCN. ج. 2019: e.T14662A45178557. DOI:10.2305/IUCN.UK.2019-2.RLTS.T14662A45178557.en.
83. 1 2  Villafuerte، R.؛ Delibes-Mateos، M. (2019). "Oryctolagus cuniculus". القائمة الحمراء للأنواع المهددة بالانقراض. IUCN. ج. 2019: e.T41291A170619657. DOI:10.2305/IUCN.UK.2019-3.RLTS.T41291A170619657.en.
84. 1 2  Tislerics، Ati (2000). "Oryctolagus cuniculus". قاعدة بيانات التنوع الحيواني (ADW). جامعة ميشيغان. مؤرشف من الأصل في 2021-10-23. اطلع عليه بتاريخ 2021-10-22.
85. 1 2 3  Yamada، F. and Smith؛ A. T. (2016). "Pentalagus furnessi". القائمة الحمراء للأنواع المهددة بالانقراض. IUCN. ج. 2016: e.T16559A45180151. DOI:10.2305/IUCN.UK.2016-3.RLTS.T16559A45180151.en.
86. ↑  Smith, Johnston, Alves, Hackländer, p. 105
87. 1 2  Johnston، C. H.؛ Smith، A. T. (2019). "Poelagus marjorita". القائمة الحمراء للأنواع المهددة بالانقراض. IUCN. ج. 2019: e.T41292A45189965. DOI:10.2305/IUCN.UK.2019-1.RLTS.T41292A45189965.en.
88. 1 2  Portman، Charles (2004). "Poelagus marjorita". قاعدة بيانات التنوع الحيواني (ADW). جامعة ميشيغان. مؤرشف من الأصل في 2021-10-23. اطلع عليه بتاريخ 2021-10-22.
89. 1 2  Robinson، T. J.؛ Child، M. F.؛ Matthee، C. M. (2019). "Pronolagus saundersiae". القائمة الحمراء للأنواع المهددة بالانقراض. IUCN. ج. 2019: e.T136713A45194657. DOI:10.2305/IUCN.UK.2019-1.RLTS.T136713A45194657.en.
90. 1 2  Smith, Johnston, Alves, Hackländer, p. 113
91. 1 2  Child، M. F.؛ Matthee، C. M.؛ Robinson، T. J. (2019). "Pronolagus randensis". القائمة الحمراء للأنواع المهددة بالانقراض. IUCN. ج. 2019: e.T41294A45190258. DOI:10.2305/IUCN.UK.2019-1.RLTS.T41294A45190258.en.
92. 1 2  Bartel، Riley (2015). "Pronolagus randensis". قاعدة بيانات التنوع الحيواني (ADW). جامعة ميشيغان. مؤرشف من الأصل في 2021-10-23. اطلع عليه بتاريخ 2021-10-22.
93. 1 2  Child، M. F.؛ Matthee، C. M.؛ Robinson، T. J. (2019). "Pronolagus crassicaudatus". القائمة الحمراء للأنواع المهددة بالانقراض. IUCN. ج. 2019: e.T41293A45190100. DOI:10.2305/IUCN.UK.2019-1.RLTS.T41293A45190100.en.
94. 1 2  Smith, Johnston, Alves, Hackländer, p. 109
95. 1 2  Child، M. F.؛ Matthee، C. M.؛ Robinson، T. J. (2019). "Pronolagus rupestris". القائمة الحمراء للأنواع المهددة بالانقراض. IUCN. ج. 2019: e.T41295A45190415. DOI:10.2305/IUCN.UK.2019-1.RLTS.T41295A45190415.en.
96. ↑  Smith, Johnston, Alves, Hackländer, p. 112
97. ↑  Sekine، Ryo (2000). "Pronolagus rupestris". قاعدة بيانات التنوع الحيواني (ADW). جامعة ميشيغان. مؤرشف من الأصل في 2021-11-08. اطلع عليه بتاريخ 2021-11-08.
98. 1 2  Velázquez، A.؛ Guerrero، J. A. (2019). "Romerolagus diazi". القائمة الحمراء للأنواع المهددة بالانقراض. IUCN. ج. 2019: e.T19742A45180356. DOI:10.2305/IUCN.UK.2019-2.RLTS.T19742A45180356.en.
99. 1 2  Smith, Johnston, Alves, Hackländer, pp. 114–115
100. 1 2 3  Ruedas، L. A.؛ Smith، A. T. (2019). "Sylvilagus andinus". القائمة الحمراء للأنواع المهددة بالانقراض. IUCN. ج. 2019: e.T142541491A165117323. DOI:10.2305/IUCN.UK.2019-2.RLTS.T142541491A165117323.en.
101. ↑  Smith, Johnston, Alves, Hackländer, p. 127
102. 1 2 3  Barry، R.؛ Lanier، H. C. (2019). "Sylvilagus obscurus". القائمة الحمراء للأنواع المهددة بالانقراض. IUCN. ج. 2019: e.T41301A45192437. DOI:10.2305/IUCN.UK.2019-2.RLTS.T41301A45192437.en.
103. ↑  Kurta, p. 96
104. 1 2 3 4 5 6 7 8 9 10 11 12 13 14 15 16 17 18 19 20 21 22 23 24 25 26 27 28  Ruedas، L. A.؛ Marques، S. S.؛ French، J. H.؛ Platt II، R. N.؛ Salazar-Bravo، J.؛ Mora، J. M.؛ Thompson، C. W. (22 أكتوبر 2019). "Taxonomy of the Sylvilagus brasiliensis complex in Central and South America (Lagomorpha: Leporidae)". Journal of Mammalogy. ج. 100 ع. 5: 1599–1630. DOI:10.1093/jmammal/gyz126.
105. 1 2 3  Kelly، P. A.؛ Lorenzo، C.؛ Alvarez-Castaneda، S. T. (2019). "Sylvilagus bachmani". القائمة الحمراء للأنواع المهددة بالانقراض. IUCN. ج. 2019: e.T41302A45192710. DOI:10.2305/IUCN.UK.2019-1.RLTS.T41302A45192710.en.
106. ↑  Smith, Johnston, Alves, Hackländer, p. 123
107. 1 2  Ruedas، L.؛ Smith، A. T. (2019). "Sylvilagus gabbi". القائمة الحمراء للأنواع المهددة بالانقراض. IUCN. ج. 2019: e.T87491157A87491160. DOI:10.2305/IUCN.UK.2019-1.RLTS.T87491157A87491160.en.
108. 1 2  Ruedas، L. A.؛ Smith، A. T. (2019). "Sylvilagus tapetillus". القائمة الحمراء للأنواع المهددة بالانقراض. IUCN. ج. 2019: e.T142542759A165117046. DOI:10.2305/IUCN.UK.2019-3.RLTS.T142542759A165117046.en.
109. 1 2  Ruedas، L. A.؛ Marques، S. S.؛ French، J. H.؛ Platt II، R. N.؛ Salazar-Bravo، J.؛ Mora، J. M.؛ Thompson، C. W. (9 فبراير 2017). "A Prolegomenon to the Systematics of South American Cottontail Rabbits (Mammalia, Lagomorpha Leporidae: Sylvilagus)". Miscellaneous Publications of the Museum of Zoology, University of Michigan. ج. 205. ISSN:0076-8405.
110. 1 2  Ruedas، L.؛ Smith، A. T. (2019). "Sylvilagus brasiliensis". القائمة الحمراء للأنواع المهددة بالانقراض. IUCN. ج. 2019: e.T87491102A45191186. DOI:10.2305/IUCN.UK.2019-2.RLTS.T87491102A45191186.en.
111. 1 2 3  Smith، A. T.؛ Brown، D. E. (2019). "Sylvilagus audubonii". القائمة الحمراء للأنواع المهددة بالانقراض. IUCN. ج. 2019: e.T41297A45190821. DOI:10.2305/IUCN.UK.2019-1.RLTS.T41297A45190821.en.
112. ↑  Smith, Johnston, Alves, Hackländer, p. 120
113. 1 2  Mora، J. M.؛ Ruedas، L. and Smith؛ A. T. (2016). "Sylvilagus dicei". القائمة الحمراء للأنواع المهددة بالانقراض. IUCN. ج. 2016: e.T21209A45180947. DOI:10.2305/IUCN.UK.2016-3.RLTS.T21209A45180947.en.
114. 1 2  Smith, Johnston, Alves, Hackländer, p. 136
115. 1 2 3  Nielsen، C.؛ Lanier، H. C. (2019). "Sylvilagus floridanus". القائمة الحمراء للأنواع المهددة بالانقراض. IUCN. ج. 2019: e.T41299A45191626. DOI:10.2305/IUCN.UK.2019-1.RLTS.T41299A45191626.en.
116. ↑  Smith, Johnston, Alves, Hackländer, p. 138
117. 1 2  McCleery، R.؛ Lanier، H. C. (2019). "Sylvilagus palustris". القائمة الحمراء للأنواع المهددة بالانقراض. IUCN. ج. 2019: e.T41303A45192995. DOI:10.2305/IUCN.UK.2019-1.RLTS.T41303A45192995.en.
118. 1 2  Thompson، Leah (2008). "Sylvilagus palustris". قاعدة بيانات التنوع الحيواني (ADW). جامعة ميشيغان. مؤرشف من الأصل في 2021-10-23. اطلع عليه بتاريخ 2021-10-22.
119. 1 2  Lorenzo، C.؛ Lanier، H. C. (2019). "Sylvilagus cunicularius". القائمة الحمراء للأنواع المهددة بالانقراض. IUCN. ج. 2019: e.T21211A45181292. DOI:10.2305/IUCN.UK.2019-1.RLTS.T21211A45181292.en.
120. 1 2  Smith, Johnston, Alves, Hackländer, p. 132
121. 1 2  Smith، A. T.؛ Brown، D. E. (2019). "Sylvilagus nuttallii". القائمة الحمراء للأنواع المهددة بالانقراض. IUCN. ج. 2019: e.T41300A45192243. DOI:10.2305/IUCN.UK.2019-1.RLTS.T41300A45192243.en.
122. ↑  Feldhamer, Carlyle, Chapman, p. 104
123. ↑  "Mountain Cottontail – Sylvilagus nuttallii". Montana Field Guide. Montana Department of Fish, Wildlife and Parks. مؤرشف من الأصل في 2021-11-08. اطلع عليه بتاريخ 2021-11-08.
124. 1 2  Litvaitis، J.؛ Lanier، H. C. (2019). "Sylvilagus transitionalis". القائمة الحمراء للأنواع المهددة بالانقراض. IUCN. ج. 2019: e.T21212A45181534. DOI:10.2305/IUCN.UK.2019-2.RLTS.T21212A45181534.en.
125. 1 2  Berenson، Tessa (2012). "Sylvilagus transitionalis". قاعدة بيانات التنوع الحيواني (ADW). جامعة ميشيغان. مؤرشف من الأصل في 2021-10-23. اطلع عليه بتاريخ 2021-10-22.
126. 1 2 3 4  Lorenzo، C.؛ Brown، D. E.؛ Lanier، H. C. (2019). "Sylvilagus insonus". القائمة الحمراء للأنواع المهددة بالانقراض. IUCN. ج. 2019: e.T21207A45180771. DOI:10.2305/IUCN.UK.2019-2.RLTS.T21207A45180771.en.
127. 1 2 3  Diersing، V. E.؛ Wilson، D. E. (17 يونيو 2021). "Systematics of the mountain-inhabiting cottontails (Sylvilagus) from southwestern United States and northern Mexico (Mammalia: Lagomorpha: Leporidae)". Proceedings of the Biological Society of Washington. ج. 134 ع. 1: 42–79. DOI:10.2988/006-324X-134.1.42.
128. 1 2  Ruedas، L. A.؛ Smith، A. T. (2019). "Sylvilagus sanctaemartae". القائمة الحمراء للأنواع المهددة بالانقراض. IUCN. ج. 2019: e.T142642715A165117201. DOI:10.2305/IUCN.UK.2019-3.RLTS.T142642715A165117201.en.
129. 1 2 3  Ruedas، L. A. (مايو 2017). "A new species of cottontail rabbit (Lagomorpha: Leporidae: Sylvilagus) from Suriname, with comments on the taxonomy of allied taxa from northern South America". Journal of Mammalogy. DOI:10.1093/jmammal/gyx048.
130. 1 2  Lanier، H. C.؛ Nielsen، C. (2019). "Sylvilagus aquaticus". القائمة الحمراء للأنواع المهددة بالانقراض. IUCN. ج. 2019: e.T41296A45190578. DOI:10.2305/IUCN.UK.2019-1.RLTS.T41296A45190578.en.
131. ↑  Smith, Johnston, Alves, Hackländer, p. 118
132. ↑  Roszko، Annamarie (2007). "Sylvilagus aquaticus". قاعدة بيانات التنوع الحيواني (ADW). جامعة ميشيغان. مؤرشف من الأصل في 2021-10-23. اطلع عليه بتاريخ 2021-10-22.
133. 1 2  Lorenzo، C.؛ Lanier، H. C. (2019). "Sylvilagus graysoni". القائمة الحمراء للأنواع المهددة بالانقراض. IUCN. ج. 2019: e.T21206A45180643. DOI:10.2305/IUCN.UK.2019-3.RLTS.T21206A45180643.en.
134. 1 2  Viswanathan، Lata (2000). "Sylvilagus graysoni". قاعدة بيانات التنوع الحيواني (ADW). جامعة ميشيغان. مؤرشف من الأصل في 2021-10-23. اطلع عليه بتاريخ 2021-10-22.
135. 1 2 3  Johnston، C. H.؛ Smith، A. T. (2019). "Sylvilagus varynaensis". القائمة الحمراء للأنواع المهددة بالانقراض. IUCN. ج. 2019: e.T41311A45193972. DOI:10.2305/IUCN.UK.2019-1.RLTS.T41311A45193972.en.
136. ↑  Durant، P.؛ Guevara، M. A. (مارس 2001). "A new rabbit species (Sylvilagus, Mammalia: Leporidae) from the lowlands of Venezuela". Revista de Biología Tropical  [لغات أخرى]‏. ج. 49 ع. 1.{{استشهاد بدورية محكمة}}:  صيانة الاستشهاد: علامات ترقيم زائدة (link)